# 車体傾斜式車両

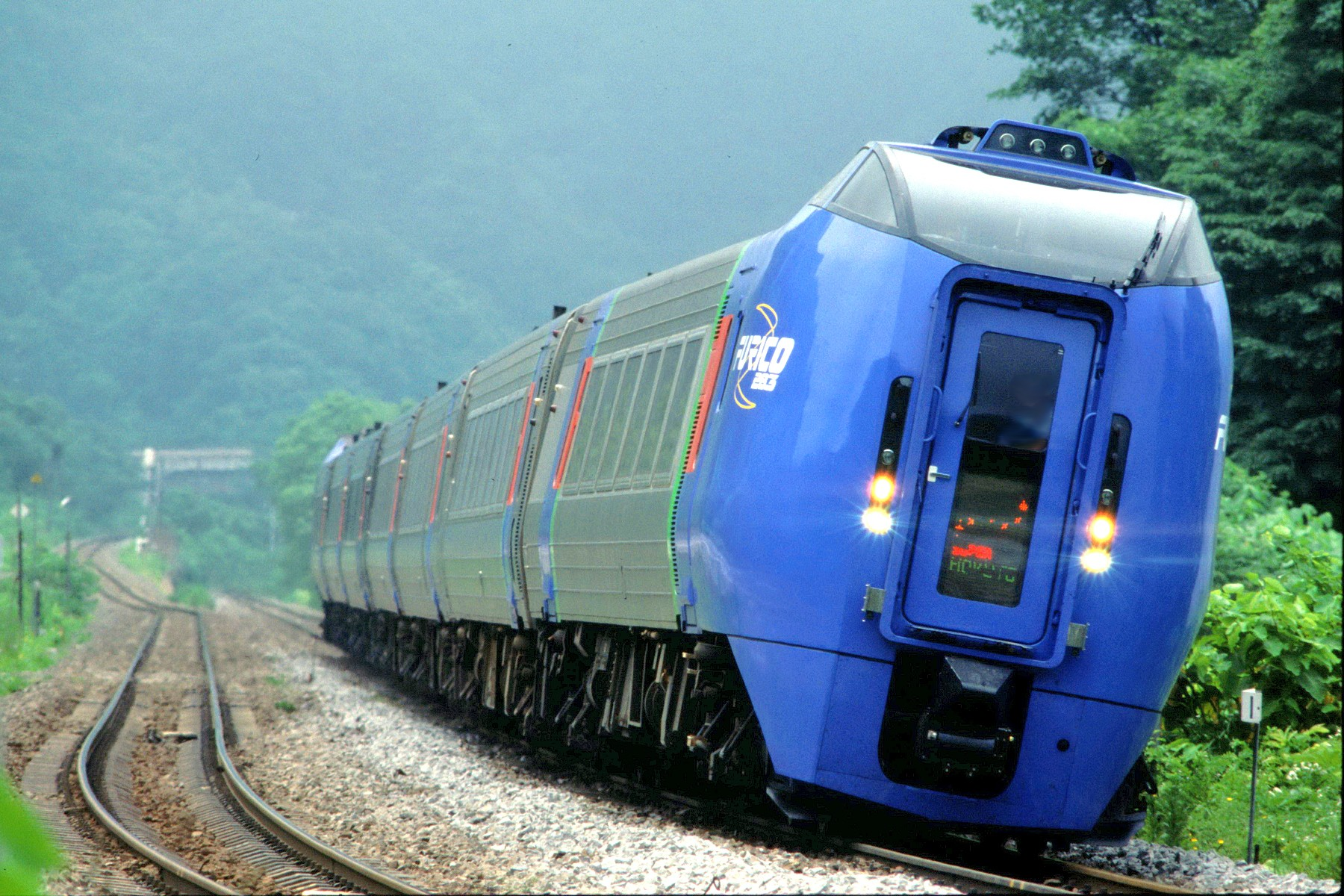
曲線区間でのJR北海道キハ283系気動車。
制御付き自然振り子式車体傾斜を採用し、最大6度の傾斜角を実現している。

車体傾斜式車両（しゃたいけいしゃしきしゃりょう、英語: tilting train）とは、曲線通過時に車体を傾斜させることで、通過速度の向上と乗り心地の改善を図った鉄道車両である。車体傾斜車両とも呼ばれる。
車体傾斜の方法としては、自然振り子式、制御付き自然振り子式、強制車体傾斜式、空気ばね制御による車体傾斜式など、複数のシステムが存在している。

## 概要
曲線部分の軌道は、通過時に車両にかかる遠心力を打ち消すため、傾斜（カント）が設けられている。それでも速度が高すぎると乗客はカントで打ち消されなかった超過遠心力を感じるために乗り心地を悪化させたり、さらには車両の転覆につながったりする。そこで、曲線通過時に車両にかかる超過遠心力の限度を設け、さらに曲率半径とカント量に応じて制限速度が設けられている。
列車の最高速度が低かった時代はあまり問題とされなかった曲線区間の制限速度であるが、最高速度が向上するとスピードアップのための障害となった。平坦な場所を走行する幹線では元々曲率半径は大きめに取られているが、山岳路線やローカル線では敷設条件から半径の小さい曲線が小刻みに連続する。根本的な解決には、長大なトンネルを掘ったり橋梁を架けたりして迂回していた区間を直線化するなど大規模な土木工事により軌道の線形を改良することになるが、これは莫大な工事費と時間を要する。
そこで、既設軌道の改良による設備投資を抑制しつつ列車の高速化を廉価に実現するため、より高速で曲線を走行しようとする場合、増加する遠心力への対策が必要になる。転覆の危険については、カントの傾斜角を増やすことにより遠心力を車両の垂直方向に振り向け、水平方向にかかる加速度を減らすことで低減できる。同時に車両の内装や屋根上を軽くするなどして車重を減らし、重心を下げることでも転倒の危険は低減される。しかし、列車が曲線で停止した時に車体が傾きすぎないようカント量には限度が設けられている。特に曲率半径が小さい場合、カント不足となりやすい。
従って、車両（十分に重心が低い車両）によっては「転覆の危険なく通過できる」が「乗り心地の問題」によって曲線通過速度が制限されると言う事態が想定されうる。この時適当な方法で乗客にかかる横方向の加速度を減じることができれば、その分曲線通過速度を向上できる。その答えの一つが、何らかの機構により、曲線区間のカントの不足分を車体自体を傾斜させることで補う、車体傾斜車両である。
なお、車体傾斜機構は乗り心地を維持したままスピードを上げるための仕組みであり、軌道や車両にかかる荷重を減らすためのものではないため、曲線部での速度超過による脱線を防ぐことはできない。そもそも車体にかかる遠心力は、その速度・質量・曲線半径により一意に定まる。遠心力を減ずることは不可能（車体の水平方向、垂直方向成分の振り分けをカントにより変えられるだけ）である。そのため車体傾斜車両を用いて高速化を行う場合は、曲線区間で増す遠心力による側圧増大対策などのために、軌道強化が必要となる。軌道強化が実施されていない区間では速度を高められないためカント不足とはならず、車体を傾斜させる必要がなくなり傾斜機構を停止させて運用されることもある。すなわち車体傾斜システムだけでは曲線区間の高速化はできず、車両の低重心化と軌道の強化も行うことで初めて高速化が成される。
また、全員着席していること等を前提に乗り心地の悪化を妥協し、車体傾斜機構を備えない、あるいは車体傾斜装置を従来より簡素なものする、という選択もありうる。

## 分類と機構

### 自然振り子式　(制御なし)

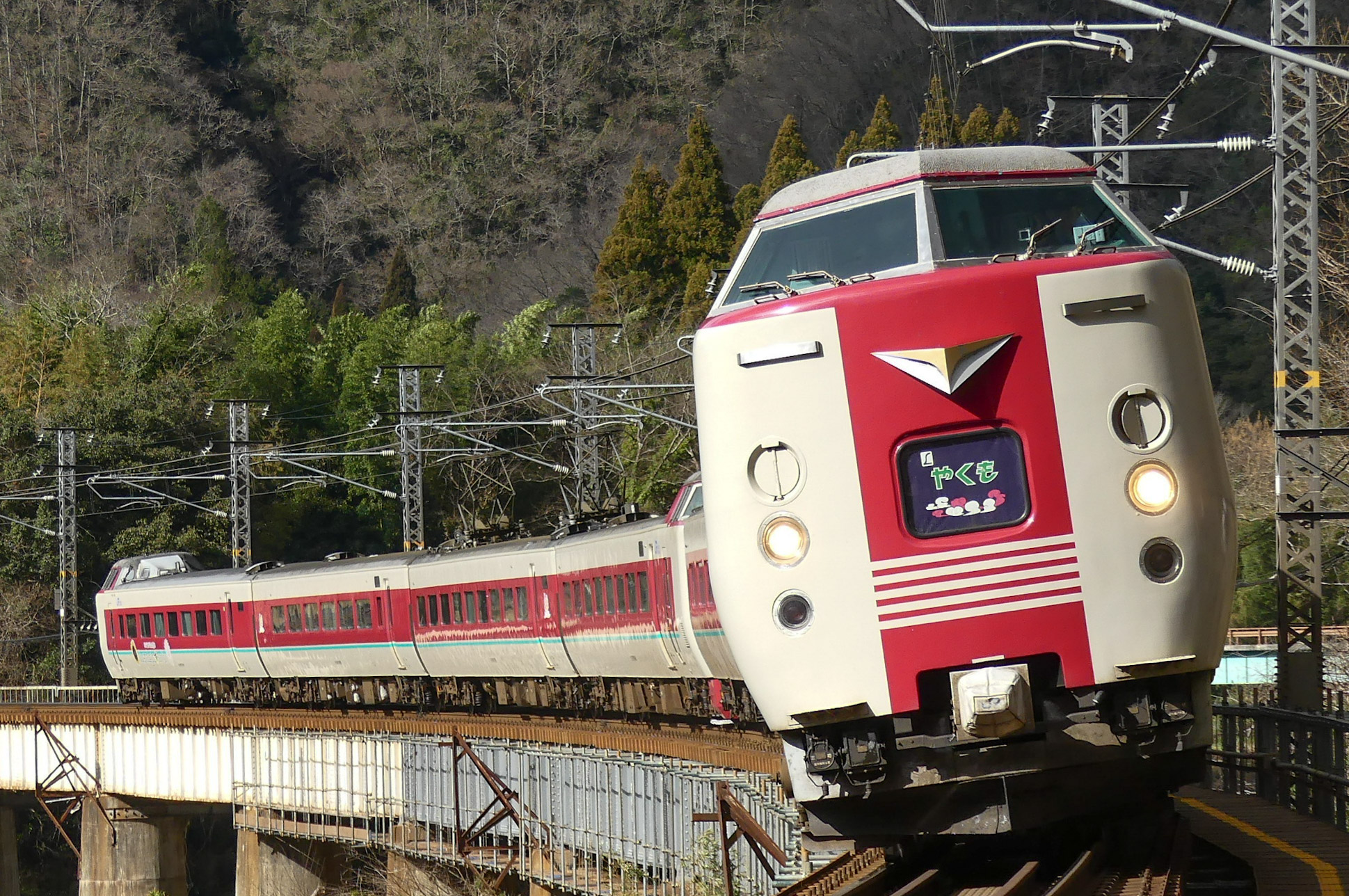
自然振子式の381系電車

自然振り子式は、車体傾斜の回転中心を重心より高い位置に設定し、曲線通過時にかかる超過遠心力を利用して受動的に車体傾斜を行わせる。車体と台車枠を繋ぐ形で取付られたリンク機構や、台車枠上に取付けられたコロまたはベアリングにより、転動板で傾斜できるようにした振子ばりで車体を支持・傾斜させることを利用して車体傾斜の仮想的な回転中心を設定し、傾斜動作を円滑に行えるように設計する例が多いが、自然振り子式にこれらの機構部品が必須なわけではない。後述するスペインのタルゴ・ペンデュラーのようにこうした機構を一切備えず、空気ばねによる枕ばねを車体の天井付近に置き、車体傾斜の回転中心を天井よりも高い位置に設定することで簡潔に自然振子を実現した例も存在する。また、日本で最初に車体傾斜式車両を試験した小田急電鉄の車両も、左右の高い位置の空気ばねを連通して遠心力で受動的に内傾するものだった。

自然振り子式は比較的シンプルな機構ながら大きな効果が得られ、日本国有鉄道（国鉄）では、1973年に国鉄381系電車で営業運転を開始した。しかし曲線（特に緩和曲線）を通過する際に、「振り遅れ」や「揺り戻し」と呼ばれる振動が発生して乗り心地を悪化させるため、乗客に不快感を与えたり乗り物酔いを引き起こす原因となることがある。これは傾斜装置の摩擦等の要因により、一定以上の遠心力がかからないと車体が動かず、あるいは遠心力が一定以下にならないと戻らないために生じるものである。また振子の動作により車体の重心が曲線の外側に移動するため、車体の重心を下げることで高速走行に悪影響が出ないように設計されている。
381系台車の振り子機構では、台車枠に中心ピンと側受を有し、台車枠に対して舵取り可能な回転ばりが乗り、回転ばりの上には左右にコロが取り付けられ、その上に振り子動きをする枕ばりが乗る。車体は空気ばねを介して枕ばりに乗り、前後力を伝達するボルスタアンカーが回転ばりと車体を結合する。振り子動きに伴いボルスタアンカーが傾き有効長が変わるが、その変位は空気ばねが前後方向に変形して吸収する。コロには上記前後力で上に乗るコロ受けとの間で滑らないようにツバが設けてある。コロはニードル軸受けで支えられているが、上記のボルスタアンカー有効長変化による空気ばねのこじりなどにより振子抵抗が大きく、乗り心地の阻害要因となっていた。
日本の振り子式車両では最大傾斜角は5 - 6度となっている。

### 制御付き自然振り子式

カーブを通過するJR四国2000系気動車

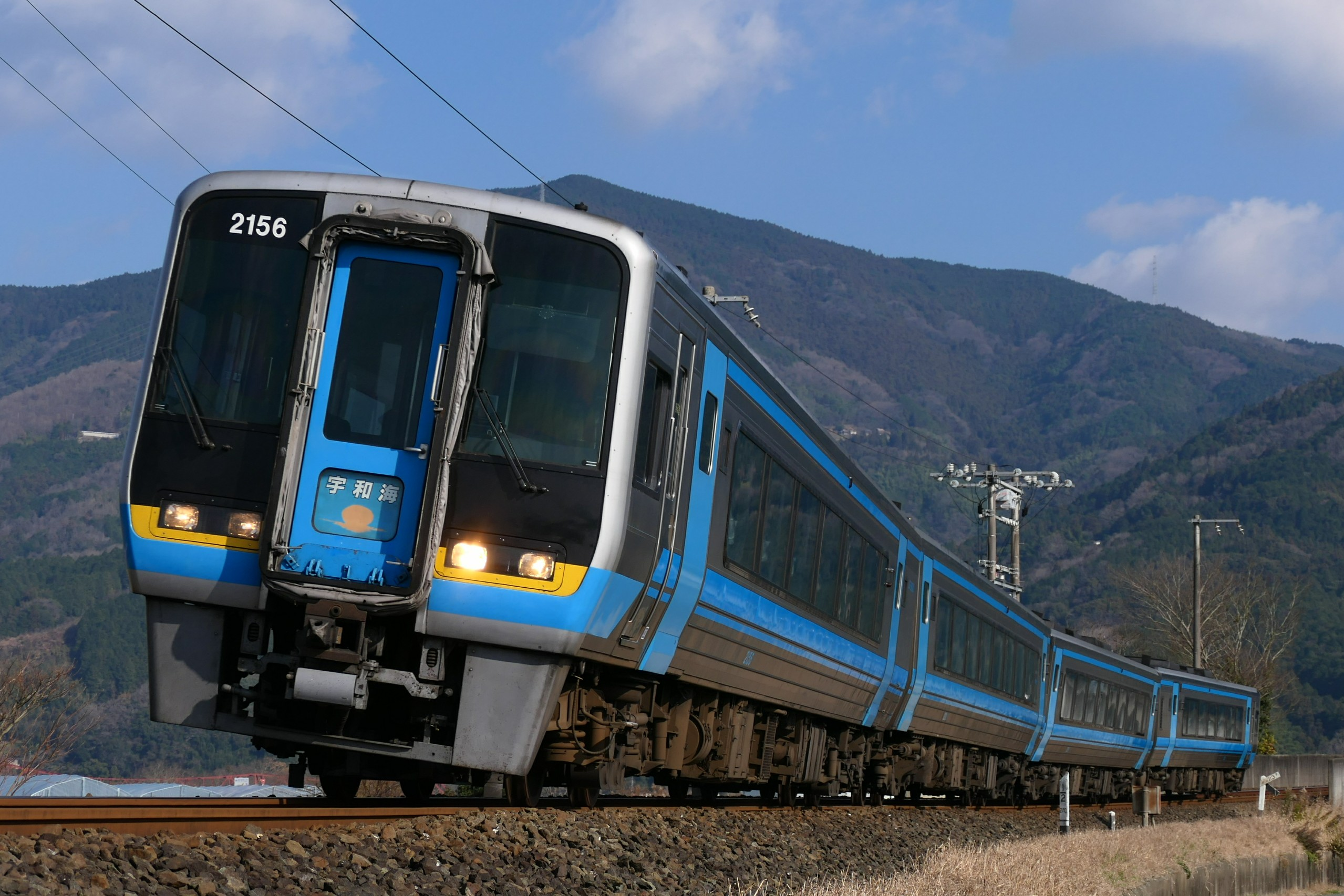
JR四国2000系気動車（2020年）

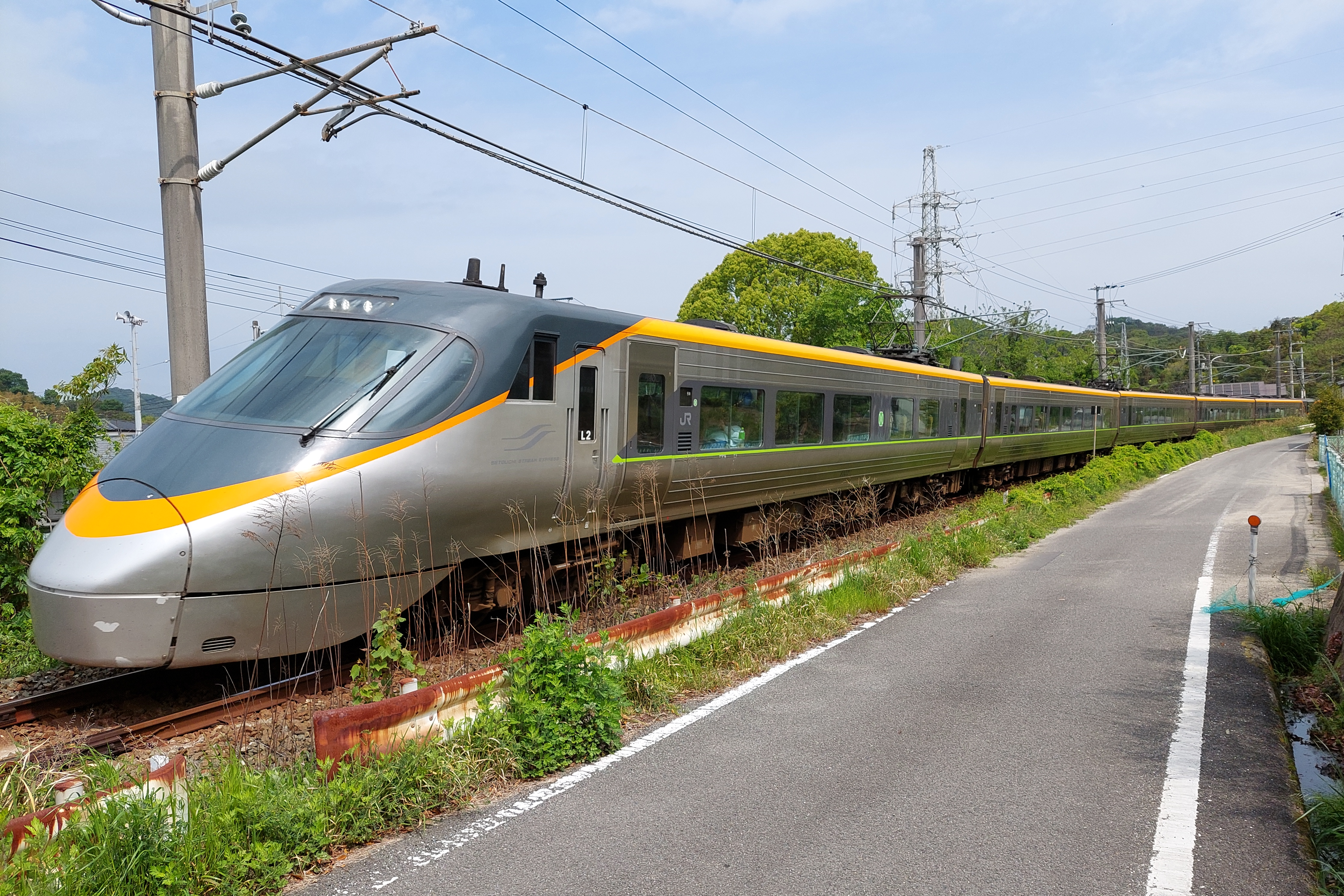
JR四国8000系電車

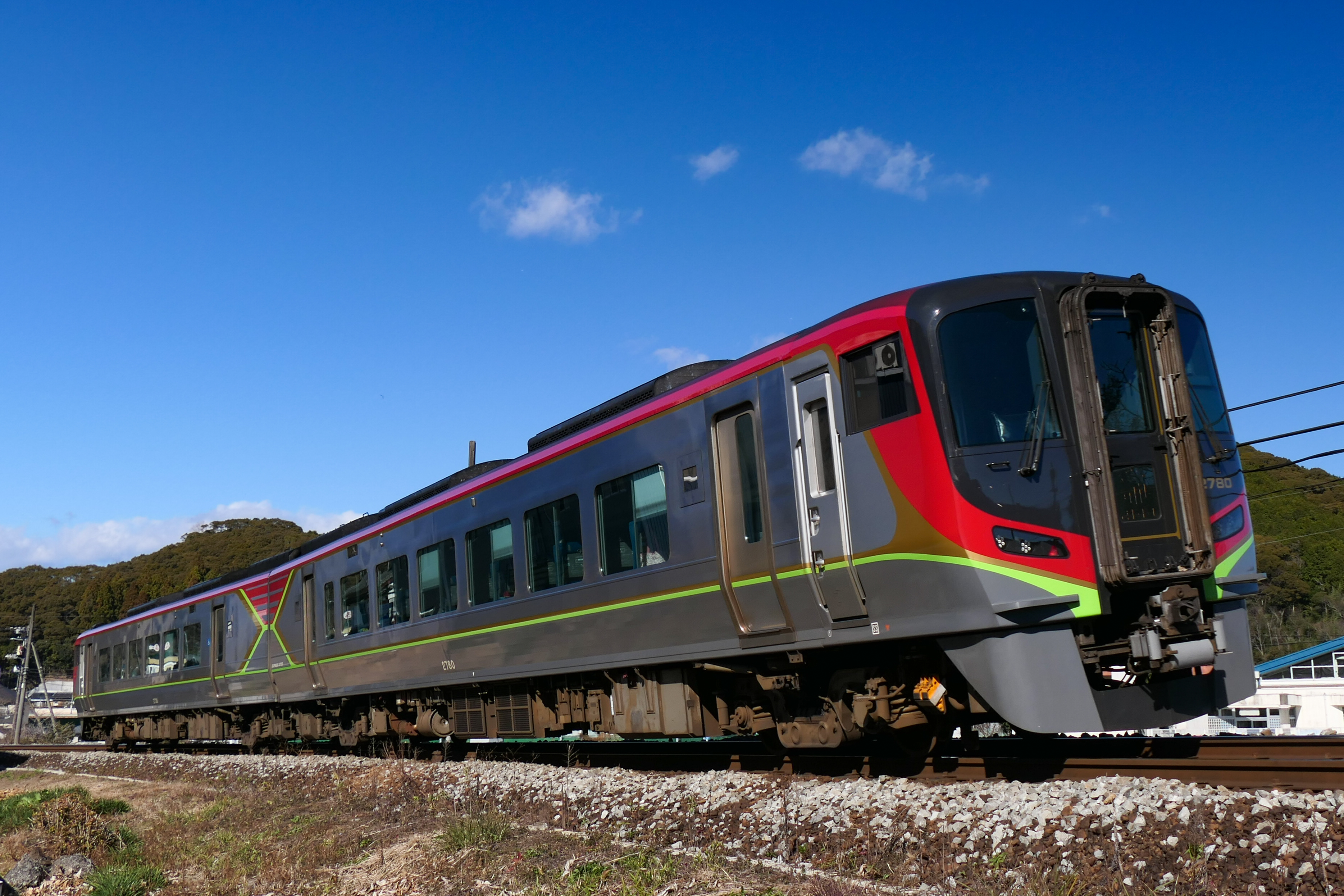
JR四国2700系気動車

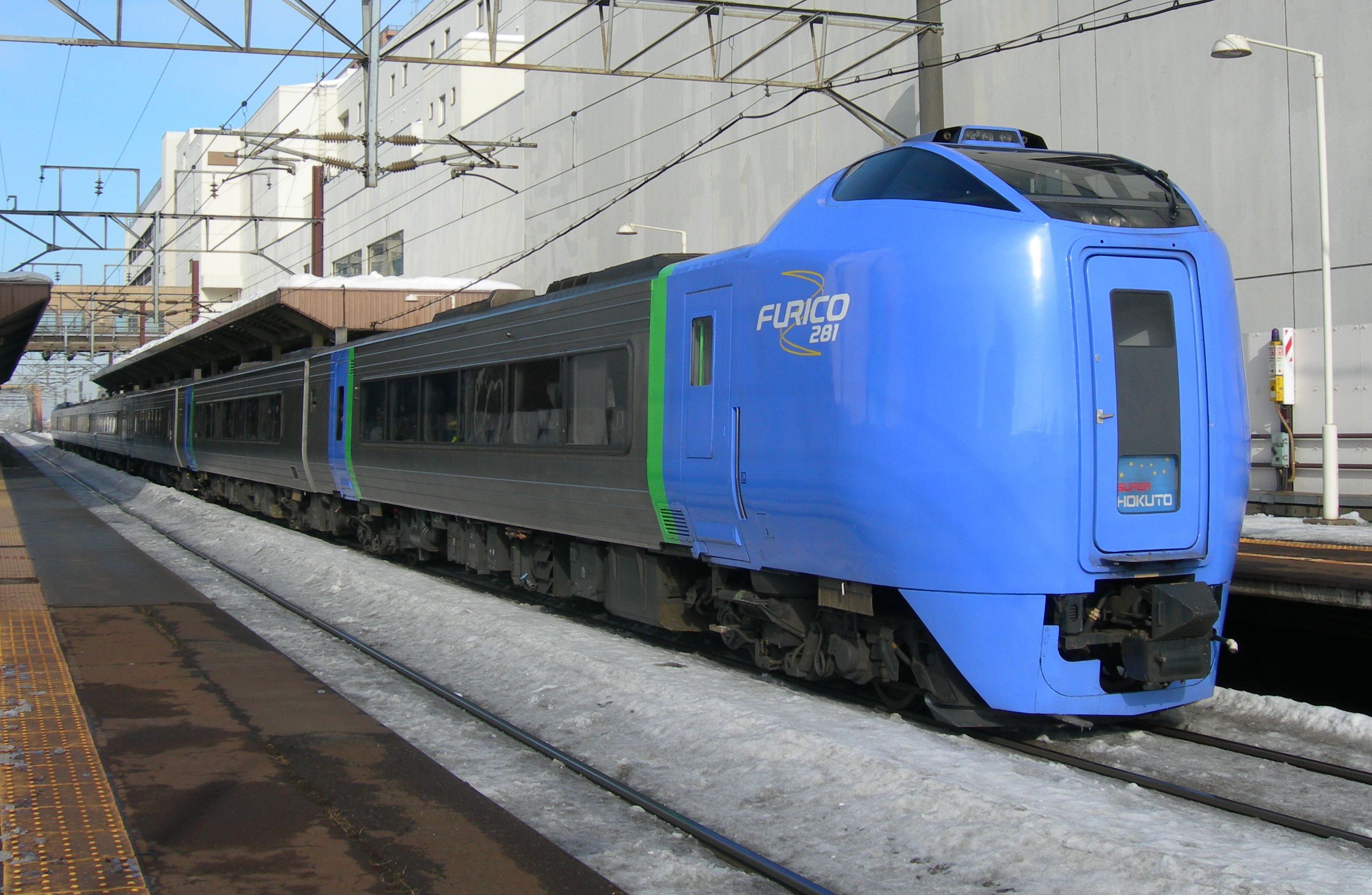
JR北海道キハ281系気動車（2008年）

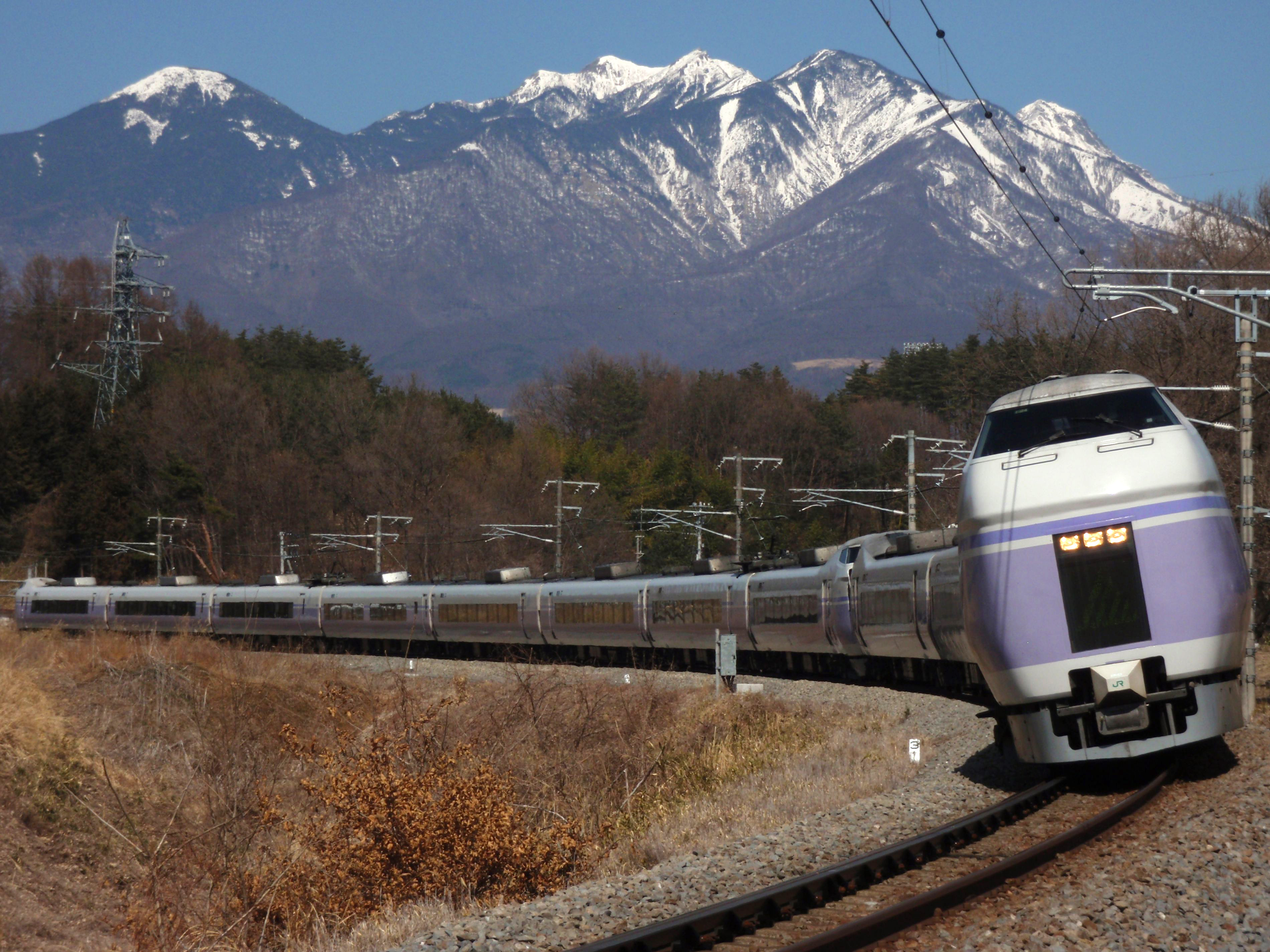
JR東日本E351系電車（2018年）

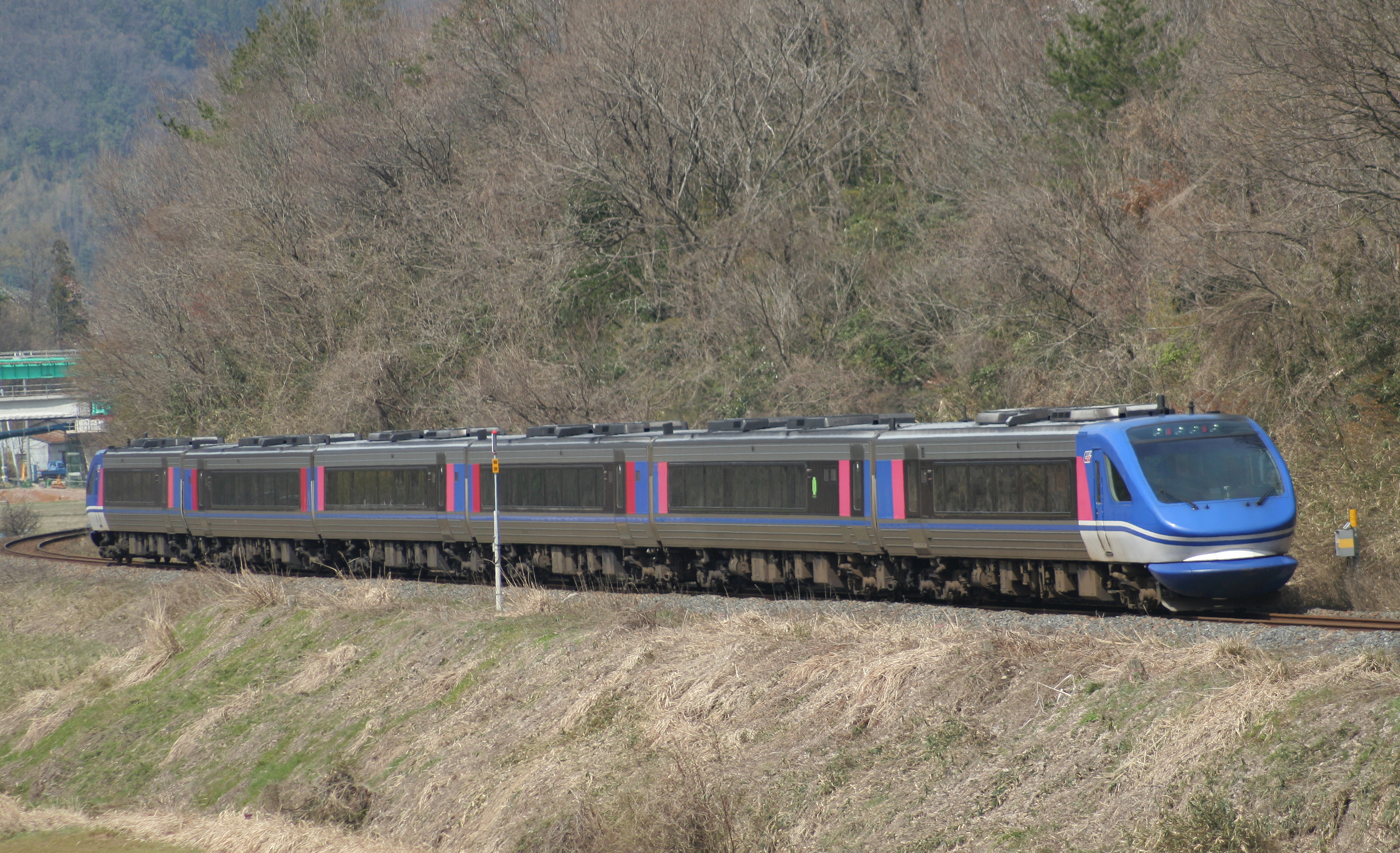
智頭急行HOT7000系気動車

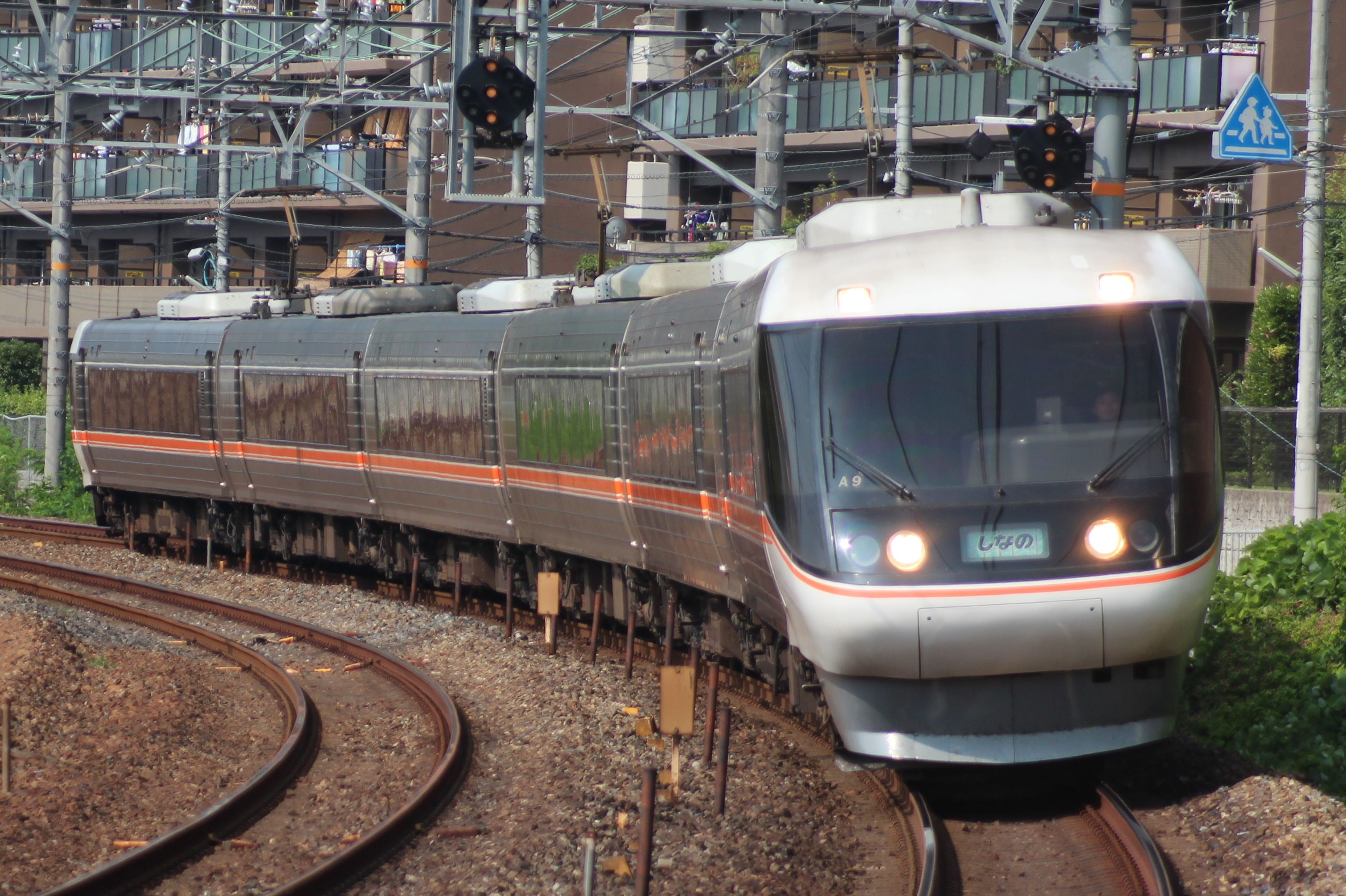
JR東海383系電車（2012年）

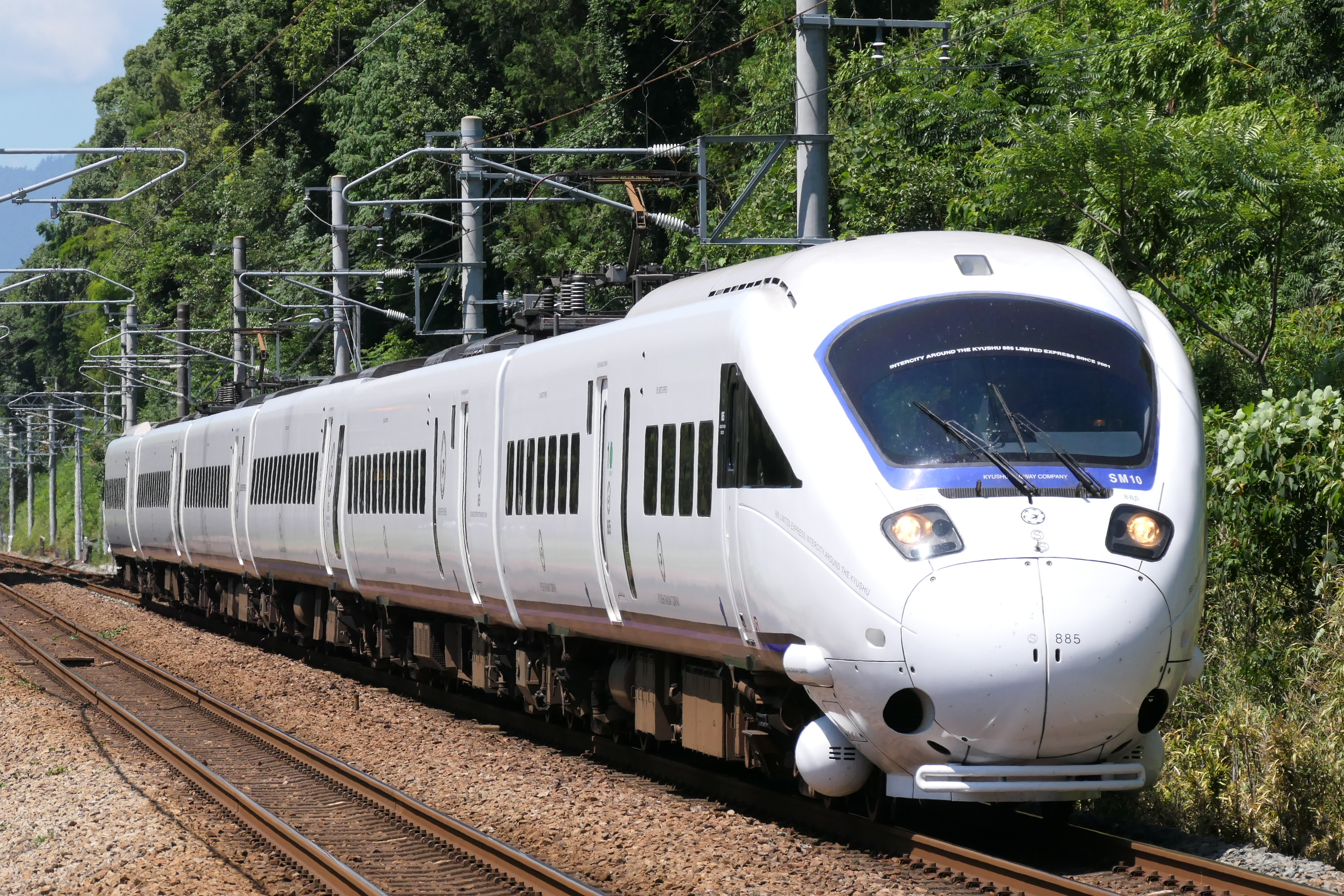
JR九州885系電車（2019年）

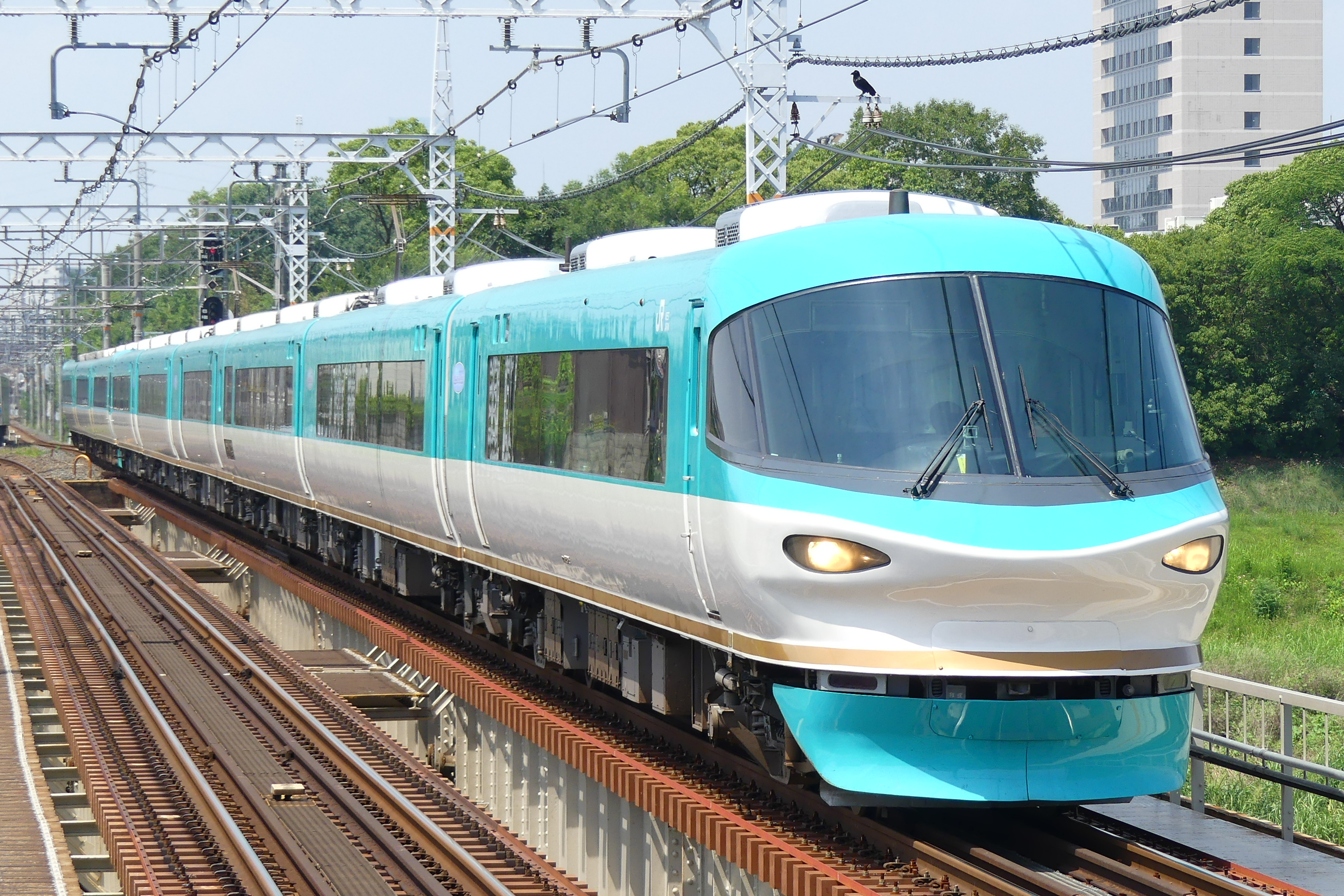
JR西日本283系電車

上述の自然振り子式の問題は、曲線の外側に向けて傾斜装置の摩擦を打ち消す程度の力を加えておけば解消される。制御付き自然振り子式は、自然振り子式の機構に空気圧などによる能動的な傾斜制御を追加したものであり、強制車体傾斜方式と同様に、曲線を検知して車体の傾斜角度を制御する装置が必要となる。従って、制御を切れば自然振り子式としての動作も可能であるが、その場合は自然振り子式の問題もそのまま発生する。

国鉄では自然振り子式での「振り遅れ」「揺り戻し」などの問題の解決を目指し、1981年から1982年にかけてTR906・TR907・TR908と3種の台車が設計され、アクティブ車体振動制御装置や横圧低減対策などと共に、自然振子式を改良した制御付き自然振り子式が開発・搭載された。さらに、これらの開発で得られたデータを元に、1985年にはDT51X・TR236Xと本格量産を念頭に置いた改良型台車が設計されたものの国鉄時代には量産には至らなかった。
TR908台車の振り子機構では従来あった回転ばりは無く、台車枠の上にコロ、カムフォロワを介して振り子ばりが直接乗る、台車のかじ取りは振り子ばりと車体の間で行う。ころにはつばのない円筒形コロを使用し、前後力による動きを抑える為、前後にカムフォロワを配置する。高速走行時の蛇行動抑制の為に振り子ばりと車体の間にヨーダンパを左右に設けるが、その減衰力は舵取り性能を落とさないよう最小限に留められている。
TR908台車は中央西線で行われた走行試験において優れた性能を発揮したが、コロ装置の防塵が充分でないなどの問題点もあり、コロ装置の構造を改良したTR908A台車が設計製作され、湖西線などで行われた現車走行試験を経てその後の振り子台車に広く採用された。TR908A以降のコロ式振り子台車に採用されたコロ装置の利点は、潤滑の必要なニードル軸受けは全てシールされた軸受箱内に収められており、保守が容易な事、また、振り子ばりと台車枠はコロ受け―コロ―ニードル軸受け―台車枠と摩擦で結合されており、車体―ヨーダンパ―台車枠間の剛性が高く、高速走行安定性に優れる点が挙げられる。欠点としては直線走行時コロ受けとコロが同じ場所で接触するため、コロ受けに段付き摩耗が発生することがあり、対策として耐フレッティング性に優れたグリースの採用により抑制される。

また振り子式気動車においては、機関と台車を繋ぐ推進軸の伸縮機構によって発生する伸縮抵抗が車体傾斜に影響を与えることを無視できないとの理由で実用化には至らなかった経緯があったが、国鉄分割民営化後の1988年5月に鉄道総合技術研究所がキハ58系のDT22形台車を改造した振り子式台車の試験を行って遜色ない性能を確認できたため1989年設計のJR四国2000系気動車で初めて実用化の機会を得た。同系の成功により、以後この方式は全てのJRグループ旅客会社が採用していた。
実用化された制御付き自然振り子式では、車体の傾斜制御は以下のようにフィードフォワード的に制御される。まず、予め線路上の曲線部ごとのカント等のすべての地上データの情報をあらかじめ指令制御装置と呼ばれる車上装置へ組み込まれたマイコンに記録しておき、そこで記録された曲線情報は、速度発電機と地上にあるATS地上子を使用して得られる絶対位置情報と速度発電機の検出で得られる速度情報を基に、緩和曲線区間での適切な車体傾斜角度を計算する。そこで得られた傾斜角情報に従い、指令制御装置が各車に搭載されている振り子指令装置へ車体傾斜のタイミングの指令が伝送され、曲線進入前の緩和曲線区間において空気シリンダーを用いたアクチュエーターにより、あらかじめ能動的に車体を徐々に傾斜させていく。曲線区間通過後の緩和曲線区間においても、同様の手法で車体傾斜を能動的に復元させる。このような制御により、緩和曲線区間で発生する過渡的な振動を抑制するというものである。曲線区間への進入・脱出時にアクチュエーターによって半ば強制的に車体の傾きが制御されるが、補助的な傾斜制御であるため、万が一、この制御装置が正しく作動しない場合でも本来の超過遠心力によって車体は傾き安全性が確保される。
ただ、走行位置を補正するATS地上子と曲線入口までの距離が若干あり、その間の空転・滑走による誤差で車体傾斜のタイミングがずれること、そしてその場合、以後の地上子による位置補正が正確に働かなくなるおそれがあった上に、地上設備である地上子は、工事などで設置位置が変わる可能性があり、その場合車上のデータベースを更新しなければ、正確な補正ができなくなってしまうことが課題である。
日本での制御付き自然振り子式の車体傾斜機構にはコロ式とベアリングガイド式がある。最初に実用化された自然振り子式の381系ではコロ式を採用していたが、車体を傾斜させる中心である振子中心を必要に応じて低くできない・装置の小型化が困難・コロを覆う防塵装置が複雑などの欠点があったため、ベアリングガイド式の開発が進められた。開発されたベアリングガイド式は、振り子時の摺動抵抗の低減、振り子装置の小型化、防塵装置の簡素化などを達成し、JR四国8000系電車やJR北海道281系気動車の試作車から採用された。
その後、JRグループ旅客会社6社全てのみならず、第三セクターの土佐くろしお鉄道や智頭急行でも制御付き自然振り子式の車両を導入するなど自然振り子式車両は1990年代に一気に増加したものの、2000年代に入ると、自然振り子式より構造が簡易ながら自然振り子式と同程度の効果が得られる「空気ばね車体傾斜方式」（後述）の車両が主流となった。自然振り子式車両は2001年に登場したJR西日本キハ187系気動車のほか、JR九州883系電車の中間増備車モハ883-1000とサハ883-1000、JR北海道キハ285系気動車（開発中止）を最後に、自然振り子式による新製車両は暫く途絶えた。
JRグループ各社が新幹線車両も含め「空気ばね車体傾斜方式」の車両を投入していく中で、四国旅客鉄道（JR四国）も2017年に老朽化の進む2000系初期型の後継車両として「空気ばね車体傾斜方式」を採用した2600系気動車を試作したものの、走行試験の結果、曲線区間が特に多い土讃線では空気ばねの制御に多くの空気を消費するため空気容量の確保に課題があるとして量産は見送られ、新たに2600系気動車をベースにした「制御付き自然振り子式」の2700系気動車の量産に方針を転換し、2019年に試作車・量産車ともに登場、同年8月より営業運転を開始した。この2700系気動車が、「制御付き自然振り子式」車両の新形式としては、キハ187系気動車以来18年ぶりとなった。また、今後は西日本旅客鉄道（JR西日本）と東海旅客鉄道（JR東海）がともに老朽化した自社保有の旧式車両の置き換え用として「制御付き自然振り子式」を採用した新形式車両の導入を発表しており（のちにJR西日本は273系を投入、JR東海は385系を投入予定）、「空気ばね車体傾斜方式」車両の投入が難しい線区では従来通り「制御付き自然振り子式」車両を導入していくことになっている。

#### 車上型制御付き自然振り子式
上記の制御付き自然振り子式の課題を解決するため、JR西日本が鉄道総合技術研究所・川崎車両と共同で開発した。車両に搭載されたジャイロセンサーが、走行中に速度情報と、現在走行している区間のカーブの情報を取得し、これをデータベースの情報と突き合わせることで、地上設備によらない位置取得・補正を可能とする方式である。273系に初めて採用された。

### 強制車体傾斜式
強制車体傾斜式は曲線通過時にリンクなどで構成された車体傾斜機構を油圧などによって能動的に傾斜させるものである。強制振り子式と呼ばれることもある。曲線通過時に車体に懸かる超過遠心力を車体傾斜に利用するものではないため、必ずしも車体傾斜の回転中心は重心より高くする必要はないが、実用化された強制車体傾斜式車両の多くは、超過遠心力が車体の傾斜に悪影響を与えないよう回転中心を重心と同じか重心より高い位置としている。多くの強制車体傾斜式で作用されているリンク式の車体傾斜機構自体はコロ式やベアリングガイド式の車体傾斜機構と比べ簡便な構造だが、車体傾斜機構を曲線通過時に正しく動作させるためには何らかの方法で曲線進入を検知し、車体傾斜を制御する装置も必要であり、そうした装置の必要がない自然振り子式と比較して制御装置は複雑になる。
強制車体傾斜式は、主に欧米で普及している。初期の強制車体傾斜式では曲線進入を各車に搭載したジャイロスコープや加速度センサーなどで検知し、車体を傾斜させる車両単位のフィードバック制御が多かった。この方法ではいずれの車両も曲線進入後に車体を傾斜させることになるため、必ず振り遅れが発生するという問題があった。またセンサー類の誤作動によって曲線進入を正しく検知できない場合も多く、実用化の障害となっていた。その後電子工学の発達によって最適な傾斜角度の計算や編成単位で車体の傾斜を制御することが可能になり、曲線進入検知の正確性も向上した。振り遅れについては曲線進入を先頭車に搭載したセンサー類で検知し、先頭車からの指令で後続の車両も順次車体を傾けることで先頭車以外の振り遅れを防ぐ制御方法も開発され、現在では編成単位でのフィードバック制御が主流となっている。なお、一部ではフィードフォワード制御も行われており、車上コンピュータに入力した線形データと既に通過した曲線の情報から車輪回転数で現在走行位置を割り出し、次の曲線の位置を予測しセンサー類が曲線を検知する前から車体を傾斜できるものが実用化されている。
一般的に最大傾斜角は自然振り子式よりも大きく、イタリアのペンドリーノが8 - 10度、スウェーデンのX2000が6.5度である。

### 空気ばね車体傾斜方式
特別な車体傾斜機構を用いず、台車上の左右の空気ばねの伸縮差によって車体を傾斜させるものである。空気ばねストローク式車体傾斜、空気ばね式車体傾斜、簡易振り子式、あるいは簡易車体傾斜など、様々な呼び方がある。自然振り子式、強制振り子式の分類では、強制振り子式に属する。
本格的な振り子式車両は、導入に当たって車両自体のイニシャルコストの増加に加え、軌道の強化や架線の張り替え工事などの地上設備の改修が必要となる上、車両重量の増加や、整備、検査などと言ったランニングコストの上昇という点で不利であった。このため、例えば日本の私鉄での採用例は速達化が至上命令とされる、あるいは直通運転を行う必要からそれらで採用されているのと準同型の車両を導入する必要がある、といった特殊な事情のある第三セクター鉄道にほぼ限られた。しかし、車体傾斜制御技術そのものはそれ以外の鉄道においても乗り心地を維持しながらの列車の高速化に有用な技術であり、そこで特殊な機構のため保守も含めて高価となる振り子式の代替技術として、曲線部での走行時に左右の空気ばねの内圧を制御して適切な角度まで車体を内傾させる、車体傾斜制御装置とよばれるものを装備した強制車体傾斜方式が開発された。
空気ばねによる車体傾斜システムは1960年代から構想されていた（小田急電鉄の鉄道車両#車体傾斜制御も参照）が、実現化に先鞭をつけたのは西ドイツ（当時）であった。西ドイツ国鉄が1973年に12両を試作した403型と呼ばれる動力分散方式の高速車両においては、ボルスタレス台車に最大傾斜角2度の車体傾斜機構が搭載された。この車体傾斜システムは試験のみに終わり、403型も量産されることはなかったが、本方式の基本的な機構はほぼ確立されており、低コストで車体傾斜車両を実現する手段として注目を集めた。
台車左右の枕ばねに用いられる空気ばねの伸縮差に依存することと、車体傾斜の回転中心が枕ばねと同じ高さであり車体傾斜時に車両限界を支障しやすいため、日本での営業車両による最大傾斜角は2度程度に抑えられており、試験車では、在来線で傾斜角5.5度（1970年の小田急電鉄のフィードバック制御の試験車両）、新幹線では3度 (300X) を実現している。傾斜角は他の方式に比べると小さい。しかし特別な車体傾斜機構を必要とせず、既存の空気ばね台車を若干設計変更してフィードバック制御またはフィードフォワード制御による制御装置を追加するだけで済むため、低コストである上に傾斜角度2度の場合でも基本速度+25 km/h程度（JR北海道キハ261系気動車、R600 m以上）で曲線通過速度向上が実現できる。日本での営業車両としては、コストパフォーマンスを重視する私鉄や各JR旅客会社の在来線用新型特急車両などに採用されているほか、新幹線のN700系、N700S系とE5系・H5系、E6系にも採用されている。床面の左右（枕木）方向の移動はなく、垂直方向に発生する荷重変化も少ないため、乗り心地に違和感が無い。
課題点として、曲線での左右の向き・曲線半径・カントの大きさと実際の通過速度などを基に曲線での出入り部分での車体の傾け方と戻し方が重要になり、空気ばねの高さの精度を良くする必要があるため、空気ばね内の空気の給排気の精度を良く調整する必要があること。空気ばねは圧縮空気を供給してから高さが変わるまで時間遅れがあるため、吸排気のチューニングが重要であること。空気ばね内部の空気を短時間で膨縮することから圧縮空気の消費が多くなり、特に山間部のカーブが多い区間を走行する場合は、圧縮空気を大量に供給する必要が発生する（車体の傾斜制御に当たり、左右一対の空気ばね相互での急激な空気移動のみに頼ることは不可能で、大部分は空気タンクからの瞬時供給でまかなう必要がある）。従って、一般型の車両に比して大容量のコンプレッサーおよび空気タンクを搭載せねばならず、またコンプレッサーの稼働率も高くならざるを得ない。また枕ばねも含め車体傾斜機構より傾斜させている振り子式では枕ばねレベルでの超過遠心力による車体の左右変位は生じにくいが、空気ばね式では枕ばねである空気ばね自体を車体傾斜機構として使用しているので超過遠心力による車体の左右変位が起きやすく、その際に車体中心ピンが左右動ストッパに接触する左右動ストッパ当たりによって乗り心地が悪くなりやすい。
特に圧縮空気の問題は、常時架線電力からコンプレッサー用電源を得られる上に必要に応じ付随車連結も可能な電車であればある程度カバーし得るが、気動車の場合は全車両にエンジン（車体傾斜式車両では1両につき2台）や燃料タンクを搭載しなければならず補機艤装スペースが電車以上に限られるうえ、同時に走行用エンジン出力の一部を圧縮空気確保のためコンプレッサーの駆動に割り振らねばならず、電車のように付随車を連結すると更にパワーダウンとなってしまうため、空気タンクを多数設置できないことが大きなネックとなる。既に「制御付き自然振り子式」の節で述べた通り、JR四国では空気ばね車体傾斜方式を採用した2600系気動車の量産化を断念し、代わりに旧来からの制御付き自然振子式を採用した2700系気動車を量産し、2000系気動車のうち老朽化した初期型を置き換えた（N2000系と呼ばれる改良型は残置）。また、JR西日本でも273系電車の開発段階では空気ばね式車体傾斜装置を搭載することも検討しており、実際にJR四国から8600系を借り入れて伯備線で走行試験を行ったが、同様の理由で上記の車上型制御付き自然振り子式となった。
このほか、コロ式あるいはベアリングガイド式の振り子式では車体傾斜機構にストッパーを設けて最大傾斜角を超えないようにしているが、空気ばね式ではストッパーではなく、一定高さに達した時点で自動高さ調整弁を作動させ車体を中立に戻す安全装置を設けてストッパーの代わりとしている場合が多い。この場合、振動等による空気ばね高さ変位も考慮して安全装置が作動する傾斜角は最大傾斜角に対して0.5度から1.0度の余裕をとり、車両限界やパンタグラフ変位についても安全装置の作動傾斜角まで考慮するようにしている。例としてN700系の場合は最大傾斜角1.0度に対し安全装置は2.0度、キハ261系では最大傾斜角2.0度に対し安全装置は3.0度で作動するようになっており、それぞれ車両限界等は2.0度、3.0度まで考慮した設計としている。

### 複合車体傾斜システム（ハイブリッド車体傾斜システム）
北海道旅客鉄道（JR北海道）が、鉄道総合技術研究所、川崎重工業と共同開発したシステム。

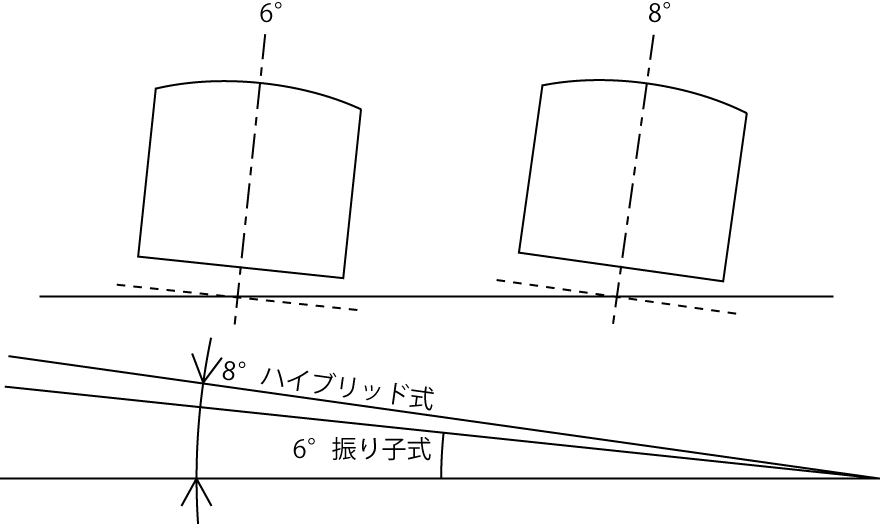
傾斜の模式を線で表した図。線はすべて同じ長さである。下が水平状態、中が制御付き自然振子式による傾斜だけのとき、上が空気ばねによる車体傾斜も用いたとき。

制御付き自然振り子式による6度の車体傾斜に、空気ばねによる車体傾斜2度を組み合わせることで、8度の傾斜を実現し、より高速での左右定常加速度を抑えての曲線通過を実現させつつ、床面の左右移動量も従来の制御付き自然振り子式の6度傾斜を下回る値に抑えることで乗り心地の向上も期待されていた。
2006年（平成18年）3月に開発成功が発表され、同年にキハ282-2007に試作台車を搭載しての試験が行われた。
その後、2014年（平成26年）秋に落成する次世代特急の試作車（→キハ285系）により試験を実施することとなっていたが、JR北海道を取り巻く情勢や都市間輸送施策の変化により、試作車落成直後の2014年（平成26年）9月に開発が中止された。

### 実用化への工夫
車体傾斜システムを搭載した車両は、一般的に車体断面積が小さい。これは傾斜時に線路周辺の構造物と干渉しないよう、幅を狭める必要があるためである。他にも下記の通り電車における集電の問題や、気動車における駆動トルク反力の問題やプロペラシャフト継手の伸縮摺動性など、車体傾斜に伴う問題を克服する工夫をしている。
架線から取り込んだ電気によって回転する主電動機から発生した運動エネルギーにより走行する電車方式の振子式車両は、そのままでは車体の傾斜によって架線に接触するパンタグラフの位置が変化する。これを防ぐためには、当該路線を走る電車がすべて振り子式車両であるとの前提で架線の位置を傾斜した車体でのパンタグラフの位置に最適化して架設するか、あるいは振り子式車両側で車体が傾斜してもパンタグラフの位置は変わらないようにする必要がある。車両側でパンタグラフの位置変化を防ぐためには車体の傾きに関わらずレールとの位置関係が変化しない台車枠と、パンタグラフとの位置関係を固定する必要があり、そのための機構が開発された。日本で実用化されている方式には、ワイヤー式と台車直結式がある。ワイヤー式では傾斜する車体の外周部を迂回させたワイヤーで台車枠と可動式のパンタグラフ基部とを結び、台車直結式では傾斜する車体内部を貫通された支持枠が台車枠とパンタグラフ基部とを結ぶことで、それぞれ車体の傾斜に関係なく軌道面に対するパンタグラフの位置が固定されるようになっている。海外では台車直結式が多いが、スイスのICNなど一部ではパンタグラフを電動で能動傾斜させる方式も実用化されている。
また、ディーゼルエンジンの出力を変速の上で駆動に用いるディーゼル方式の振り子式車両でも、単純にディーゼルエンジンを持つ車両に振り子による車体の傾斜機構を加えただけでは、車体の長軸方向に走る推進軸の回転トルクによって車体の傾きが偏るという問題が生じる。これを避けるために、ディーゼルエンジンを2基備えて、推進軸の回転方向が互いに逆向きになるようにして、その相互の反作用によって偏向を打ち消すといったことが行われる。
また、通常の気動車に比べ遙かに大きな変位を吸収しなくてはならなくなる伝達系ジョイントは極めて大きな問題となる。

## 採用車両(日本国外)
ヨーロッパでは1940年代から開発が行われ、イタリアのフィアット社（鉄道部門はアルストム社に吸収）やスウェーデンのアセア社（鉄道部門はABB、アドトランツを経て現在はボンバルディア・トランスポーテーション社に吸収）が油圧シリンダーによる強制車体傾斜式を開発し、欧州各国に普及した。
車体傾斜が動作すると天井付近を回転軸にして床が動く日本の自然振り子とは異なり、床付近を軸に車体上部が振れるため、座っていると頭を持っていかれるような感覚がある。また車体を正面から見ると裾がすぼまっている（極端に言うと上辺が長い台形に見える）のが特徴的。

### イタリア

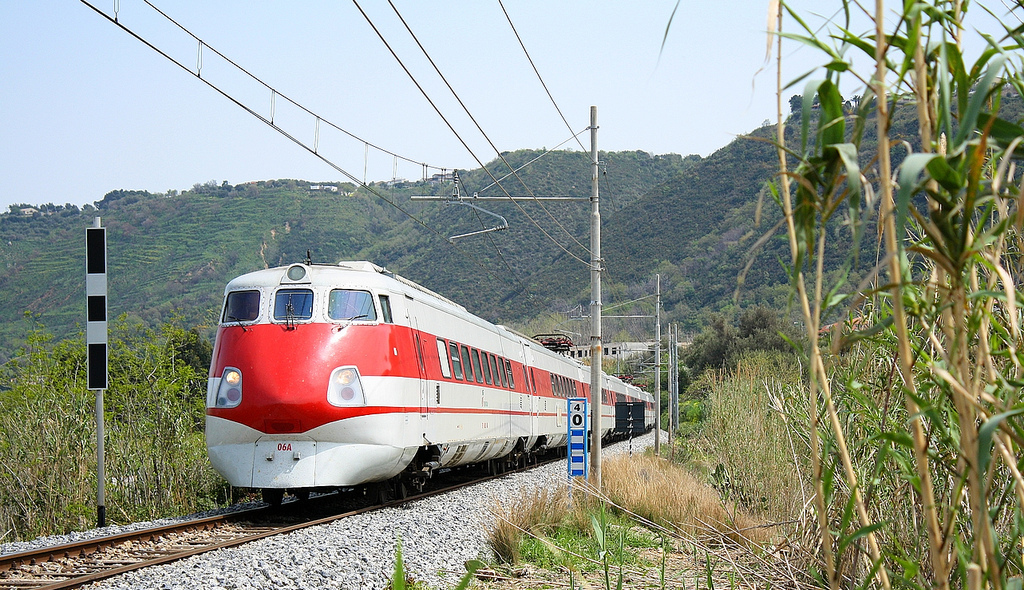
ETR450

山岳国ゆえ線形の悪い線区が多く、古くから車体傾斜式車両の開発に熱心だった国である。1957年と1967年には車体傾斜式車両の試作車2種類が製作され、さらに1971年には、後のペンドリーノの原型となる試作車Y-0160がフィアット社により完成された。1975年には、初めて営業投入されるETR401が完成した。
フィアットの元からの技術に加え、英国鉄道 (BR) が1970年代に開発したAPTの技術も購入して発展した。ペンドリーノの項目も参照。高速新線（ディレッティシマ）の走行も考慮されているが、高速新線でない在来線でも、安価に高速化を実現できるため、イタリア以外にも多くの国（高速新線を建設するほどの需要や経済的余裕がない国）に輸出されている。現在はかつてAPTが試験走行した英国の西海岸線にも導入されている。
ETR401電車
1975年に完成され、1976年に営業運転に供された、第一世代のペンドリーノ。量産はされず、1編成の試作に留まったが、技術的には成功し、次のETR450の量産に繋がった。
ETR450電車
第二世代のペンドリーノで、初めての量産車となった。現在は主力の座を後継車に渡している。直流専用で、最高速度250 km/h。
ETR460電車
ETR450の成功を受けて登場した、第三世代のペンドリーノ。直流専用で、最高速度は250 km/h。
ETR470電車
ETR460電車をベースに、スイス国鉄・ドイツ連邦鉄道への直通を考慮した交直流電車（交流は15kV対応）。チザルピーノ社が保有・運営する。高速新線での走行を考慮していないため、最高速度は200 km/h。
ETR480電車
ETR460電車をベースに、フランス国鉄への直通を考慮した交直流電車（交流は25kV対応）。最高速度は250 km/h。
ETR600電車
ETR460の後継となる第四世代のペンドリーノ。下記のETR610とほぼ共通設計。中国へ輸出されたCRH5型電車のモデル。
ETR610電車
チザルピーノ社向けに投入された車体傾斜式電車"Cisalpino 2"。2008年12月より営業運転。

### スペイン

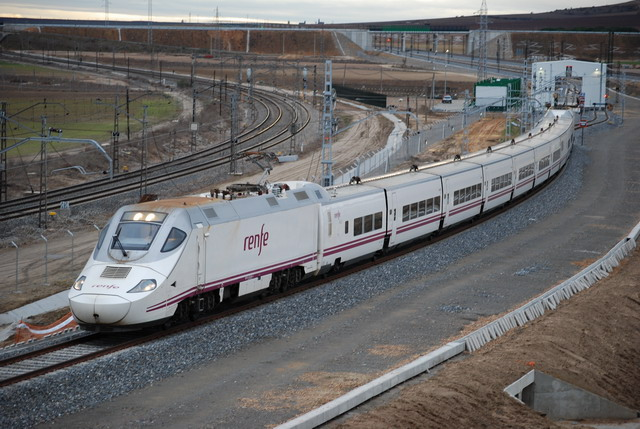
タルゴ250

スペインは当初イタリアに倣った車体傾斜式車両を開発していたが、1980年にタルゴ社が自然振り子式のタルゴ客車を開発して以降は長らく自然振り子式が主流となっていた。現在では強制車体傾斜式も増えている。
タルゴ・ペンデュラー (TALGO Pendular)
自国技術である低床・連接式客車タルゴのうち、開発され空気ばねによる自然振り子機能を備えた客車で、世代としてはTalgoIV以降に相当し、軌間可変機能も備える。最高速度200 km/h対応の"TALGO Pendular 200"もある。
タルゴ250（レンフェ130系）
最高速度250 km/hの自然振り子式タルゴ客車。電気機関車2両と11両のタルゴ客車で一体の編成を組む。軌間可変機能も備える。
タルゴ250ハイブリッド（レンフェ730系）
タルゴ250をベースに、ディーゼル電源車を2両連結してタルゴ客車を9両へと減らし、非電化区間では電気式ディーゼル車として電化区間・非電化区間双方を走行できるようにしたもの。最高速度は240 km/h。
レンフェ490系「アラリス」（Aralis・ETR490型電車）
イタリアのETR460型電車がベースだが、軌間は1668 mmの広軌。主にマドリードとバレンシアを結んでいたが、台車に亀裂が見つかったことから運行を停止。
TRD（レンフェ594系気動車）
デンマークのIC3をベースとする2両編成の気動車だが、2001年に製造された2次車は強制車体傾斜式となっている。この強制車体傾斜システムはCAF社が開発したSIBIと呼ばれるもので、フィードバック制御に加えてフィードフォワード制御も可能としている。
R-598
CAF社が製造した3両編成の強制車体傾斜式気動車。TRDと同じくSIBIを搭載している。

### スウェーデン
スウェーデン国内の鉄道は曲線が多いため、1970年代からスウェーデン国鉄とアセア社によって車体傾斜車両が開発されており、国外へも輸出されている。実用化はペンドリーノより遅れ1989年となっている。
SJ2000(X2)
アセア社が開発したプッシュプル方式の車体傾斜車両。機関車は車体傾斜せず、客車にのみ油圧式の車体傾斜台車を備えている。高速新線を建設することなく、既存の在来線で200 km/hを可能にした。最高運転速度は250 km/hまで可能となっている。各台車には自己操舵機能も備える。アメリカ・オーストラリア・中国で試用されたこともある。

### ドイツ

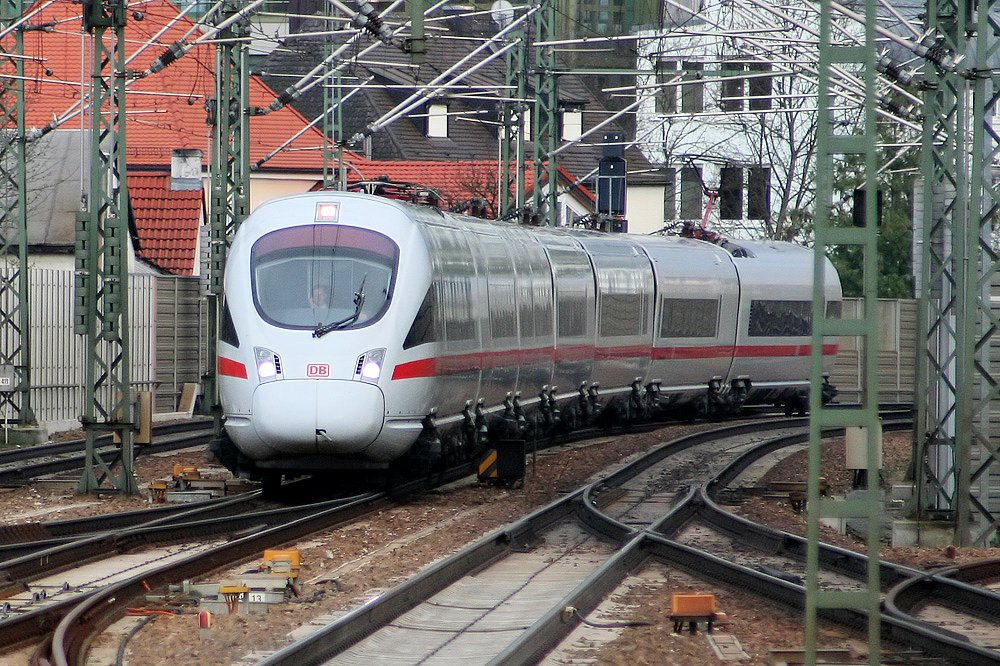
ICE-T

ドイツは日本同様、車体傾斜式気動車を大量に採用しているが、当初はトラブル続きだった。
403型電車
1973年にインターシティ用として日本の新幹線の影響下で計画・設計された、動力分散による全電動車方式4両編成の高速電車。最高速度は200 km/h。設計最大傾斜角4度、実用最大傾斜角2度の車体傾斜制御機構を備えるが、この機構は営業運転では使用されることなく終わったとされる。
ICE-T（411型・415型電車）
ICE3の車体傾斜版だが、最高速度は230 km/h。411型は7両編成、415型は5両編成。イタリアのETR450とほぼ同一の車体傾斜台車としている。
ICE-TD（605型気動車）
車体傾斜式の電気式気動車。外見はICE-Tとほぼ同じだが、床下機器は大きく異なり、車体傾斜装置はシーメンスが製造した電気式強制車体傾斜としているほか、台車構造なども大きく異なる。トラブルが頻発し、一時は全編成が運用を離脱した。後にベルリン・ハンブルクと、デンマークのコペンハーゲン・オーフスの間で運用されていたが、2017年10月をもって全編成の運用を終了した。
610型・611型・612型気動車
快速・普通列車用の気動車。610型はニュルンベルク近郊の山岳路線向けに、イタリア本国に先駆けて第三世代ペンドリーノの油圧式車体傾斜台車技術を導入して開発され、1992年に営業運転を始めた。開発の経緯から、イタリア語由来である「ペンドリーノ」の愛称で呼ばれている。ドイツでは車体傾斜式車輌全般をペンドリーノと呼ぶことがあるが、ペンドリーノはフィアット社の登録商標である。一方、アドトランツ社が開発した611型と612型はアセア社の技術を元に電動式とした車体傾斜台車を備え、フィアット社とは無関係なため、この二車種をペンドリーノと呼ぶことは適切ではない。612型はレギオスウィンガーの愛称を持つ。612型の一部は、トラブルで運用を離脱したICE-TDに代わり、ニュルンベルク-ドレスデン間のインターシティにも運用された。

### イギリス

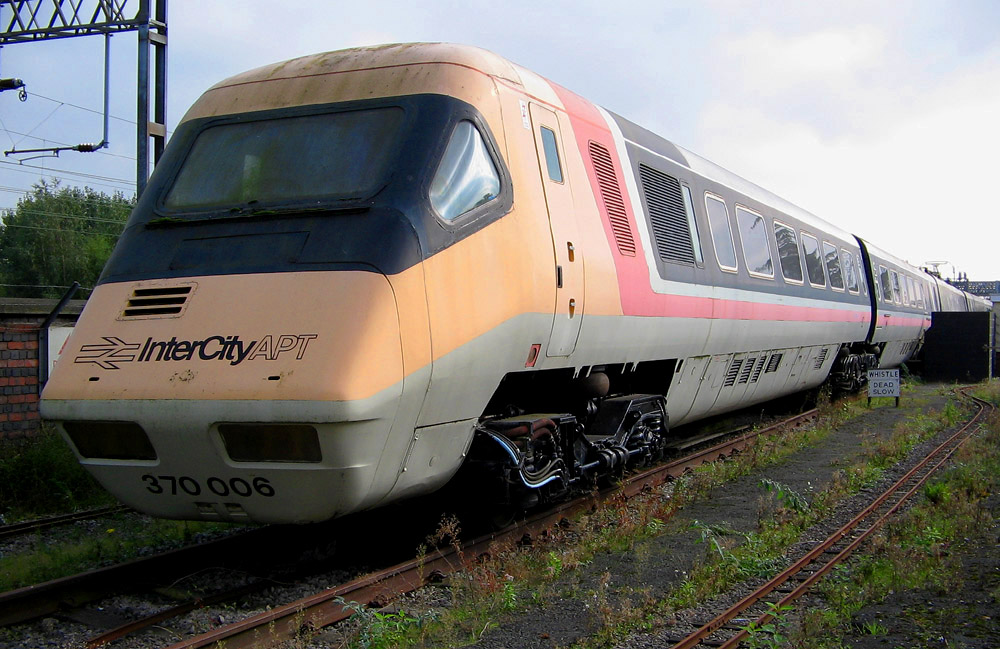
APT-P

APT (Advanced Passengers Train)
旧イギリス国鉄が、西海岸本線の高速化を目指して投入した車体傾斜車両。ガスタービン動車のAPT-Eが1972年に試作された後、量産試作としてAPT-P（370形）が1978年に製作された。主に強制車体傾斜制御と流体ブレーキを中心にトラブルが頻発し、1986年に廃車となった。
スーパーボイジャー（Super Voyager・221形気動車）
ヴァージン・トレインズおよびヴァージン・クロスカントリーが導入した車体傾斜式電気式気動車。最高速度200 km/h。現在では後継のアヴァンティ・ウェスト・コーストとクロスカントリーによって運行。
ペンドリーノ（Pendolino・390形電車）
ヴァージン・トレインズが導入した車体傾斜式電車。最高速度225 km/h。ペンドリーノの台車はイギリスの車両限界に収まらないため、スイスのICNをベースにした車体傾斜式台車を備える。現在では後継のアヴァンティ・ウェスト・コーストによって運行。

### オーストラリア
東海岸のクイーンズランド鉄道 (QR) が1998年からノース・コースト線で、日本の技術を基にした振り子式車両を運行している。
Tilt Train（電車）
1998年11月から、ブリスベン-ロックハンプトン間で運行を開始。JR四国8000系電車をベースにしている。コロ式5度振り子、営業最高速度160 km/h。メーカーはEDI－Walkers、日立製作所と技術提携して製作。車体はステンレス製。電気品、一部台車部品、傾斜制御装置は日立製作所が供給した。パンタグラフ移動装置はWalkers独自開発のリンク式を採用している。
QR線上直線路において試験走行で210 km/hの狭軌振り子電車速度記録を有する。
Tilt Train（機関車牽引）
2003年から、ブリスベン - ケアンズ間で運行を開始。週2回の運転で、1681 kmを24時間55分かけて走る。上記振り子電車の台車を客車に履かせ編成両端のディーゼル電気機関車でけん引する。メーカーはEDI-Walkers。

### アメリカ
UAC ターボトレイン
両端に電気式ガスタービン機関車を配し、その間に1軸連接台車を備える客車を連ねた高速列車。屋根近くからつり下げるようにして支持された車体を、特殊なリンク機構の作用により傾斜させる機構を備えていた。アメリカでは1968年より1976年まで、これとは別にカナダでも同型車が1968年から1982年まで、それぞれ営業運転に供された。最高速度160 km/h。

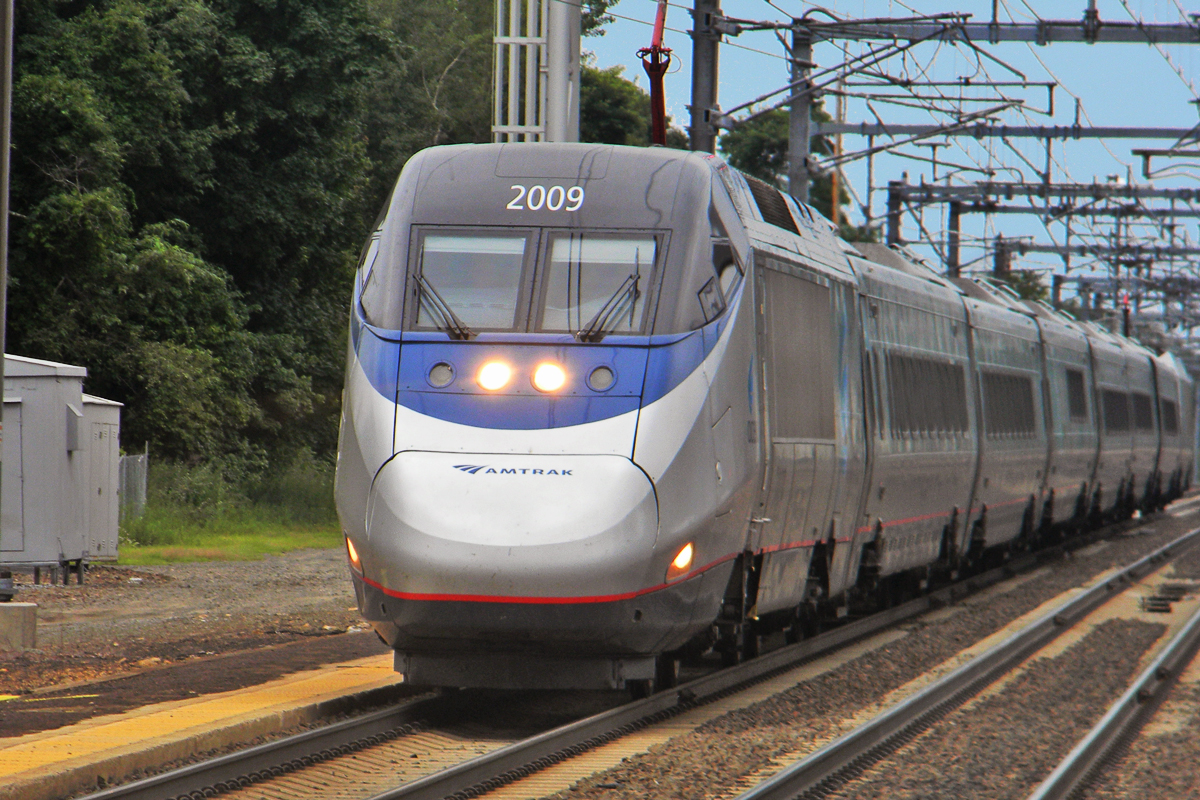
アセラ・エクスプレス
アムトラックが運営する高速列車で、ボストン - ニューヨーク - フィラデルフィア - ワシントンD.C.を結ぶ。プッシュプル方式で、機関車部分はフランスのTGVの技術を導入し、客車部分はカナダのLRCをベースにボンバルディア・トランスポーテーション社が開発した。
カスケイズ (Cascades)
西海岸のユージン - シアトル - バンクーバー（カナダ）を結ぶ列車。アムトラックが運営する。スペインのタルゴ客車を輸入し、運用している。

### スイス
山岳国で曲線がスピードアップのネックになりやすかったためSIG社の"NEIKO"など古くから車体傾斜車両を開発はしていたが、イタリアやスペインに比べて投入が遅れており、直通運転するチザルピーノなどを除けば、営業運転開始は2000年代に入ってからのことである。
ICN（RABDe500型電車）
"Intercity Neigezug"の愛称を持つ。イタリアのETR500のデザインで有名なピニンファリーナのデザイン。SIG社（鉄道部門はアルストム社に吸収）の開発したコロ式車体傾斜機構を用いたコンパクトな電動式強制車体傾斜の台車を備えるほか、同じくSIG社の開発した"Navigator"と呼ぶ半強制操舵機構も採用している。パンタグラフについても電動式の位置補正機構により、車体を貫通する櫓やワイヤーを不要としている。
TWINDEXX Swiss Express
2013年秋から営業予定だった全車2階建電車。ボンバルディア社が開発したFLEXX Tronic WAKOと呼ばれる最大傾斜角度2°の車体傾斜システムを搭載する予定だったが、トラブル多発により最終的には車体傾斜システムの搭載は見送られる事になった。スイスには同社の台車開発拠点があり、FLEXX Tronic WAKOをベースに最大傾斜角度8°としたFLEXX Tronic WAKO 8も開発中だった。

### フランス
フランスは国土が比較的平坦であることと、高速化を高速新線 (TGV) の建設で対応してきたことから試作にとどまっている。
TGV-Pendulare
車体傾斜式TGVの試作車。テスト終了後は車体傾斜機構を撤去し、従来の運用に復帰した。

## 採用車両(日本国内)

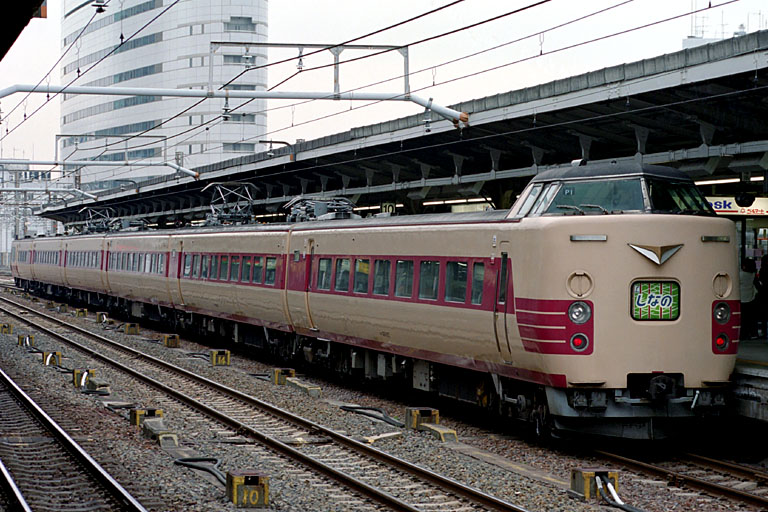
381系は日本最初の営業用の車体傾斜車両。自然振子式。

日本での車体傾斜は、前述のとおり1961年の小田急電鉄と住友金属工業との共同研究による、空気ばね式自然振り子システムのFS30X型試験用連接台車の開発にはじまる。
その後1960年代、小田急電鉄と三菱電機が共同で台車左右の空気ばねの圧力差を利用した上記の空気ばねストローク式に相当する車体傾斜装置の実用化試験を行うが、当時は制御技術そのものが未熟で期待した性能が得られず、実用化は見送られた。これと同等のシステムは、小田急電鉄での実験から四半世紀以上が経過した1996年に製作されたJR北海道キハ201系気動車でようやく実用化された。
当時の国鉄も1968年に狩勝実験線においてTリンク式自然振り子システムのTR96形台車を装着したトキ15000形貨車により試験を行うが、リンク部の摩擦抵抗による動作遅れや動作不良が確認された。その後は1969年に、リンク式より確実に動作するコロ軸支持式の自然振り子式を採用した591系試験電車が試作され、そこで得られたデータを基に特急形車両の381系電車が量産され、中央西線・紀勢本線・伯備線の順でそれぞれの電化とともに投入された。
民営化後はJR四国が鉄道総合技術研究所とともに世界初の制御付き自然振り子式気動車を実用化し、普及に弾みをつけた。その一方で2000年代に入ると加減速性能の向上やコストパフォーマンス面などの点からE257系・287系のように非振子式車両への投入と回帰が行われているケースもある。
速度向上は、国鉄・JRの在来線で半径600mの曲線を基準とした場合、本則が90km/h、車体傾斜無しの車両では特に高性能な車両において最高110km/hとなっているが、初期の自然振り子式車両である381系で最高110 km/h、制御付き自然振り子式で最高125 km/h、空気ばね車体傾斜式で120 km/hとなっている。速度向上率は曲率半径によって異なるほか、カント量や緩和曲線長や走行する線路の規格などの条件によっても変わる。また車両の設計上では上記より速い速度となっているものも幾つか存在する。

### 自然振り子式
- 国鉄
591系電車
前後で異なる前頭部形状[注 23]をもつアルミ製車体で、最高速度130 km/h・最大傾斜角6度。国鉄電車としては珍しい複巻整流子電動機とサイリスタチョッパ制御器による発電ブレーキ機能・架線追従式パンタグラフ（2基のうち1基のみ）を搭載し、両端台車に移動心皿機構を、連接台車にリンクによる自己操舵装置をそれぞれ搭載した3車体4台車構成の連接車として誕生した。ところが、テスト中に連接台車の自己操舵装置を使用すると曲線通過時に両端台車の側圧が過大になるという問題があることが判明し、1971年にメリットが薄くなった3車体連接車から自己操舵機構なしの20 m級ボギー車2両編成へと改造された。東北本線への投入を前提として交流20,000 V 50Hz/60Hz区間に対応する交直流電車としていたが、東北新幹線の建設が決まり、1971年から1973年にかけて電化と量産車（後の381系）の投入が決定された中央本線・信越本線・篠ノ井線などでデータ収集のため試験を実施した。以後、電気式ガスタービン動車への改造などが検討されたが実現には至らず、岡谷駅構内など長野鉄道管理局管内を転々とした後1980年3月26日付で除籍、その後長野工場で解体された。解体後、DT96形台車（元・連接台車）1台が大阪の交通科学博物館で保存展示されていた。
キハ391系気動車
3両4台車の連接構造を持つガスタービンエンジン試験車。ガスタービンエンジンを搭載する中間車は車体傾斜機構を持たない通常の2軸ボギー車で、これに自然振子機構付きの両端車体が特殊な連結器を介して乗りかかる特殊な構造を備える。投入予定のあった伯備線や山陰本線、田沢湖線などを中心に試験が実施されたが、主にガスタービンエンジンの技術的な問題とオイルショックの影響による燃料費高騰などから量産化されず、最後に試験が実施された山陰地区の米子機関区（現 : 後藤総合車両所運用検修センター）構内で1987年2月10日まで長期休車とされた末に除籍された。その後は東日本旅客鉄道（JR東日本）大宮総合車両センターで非公開保存されていたが、2015年に解体され片方の前頭部のみが残されている。
381系電車
日本で初めて実用化に至った自然振り子式車両である、直流特急電車。曲率半径400m以上で本則（国鉄の運転取扱基準規程第121条2項の線路の分岐に接続しない曲線における曲線半径別制限速度）＋20 km/hでの運転が可能。ベースとなった591系と同じくアルミ車体であるが、同系列での試験結果を反映し、また投入線区の線形[注 24]や車両製作コスト、変電所負担[注 25]を考慮して最高速度120 km/h・最大傾斜角5度・自己操舵装置なしとなっている。
591系の試験結果から、架線追従式パンタグラフは特に必要ないと判断され、パンタグラフを屋根に直接固定している。このため、集電舟の偏倚がやや大きく、振子使用区間では架線の張り方を変えて対処した[注 26]。
JR東海では全車が廃車され、クハ381-1がリニア・鉄道館に保存展示されている[注 27]。
JR西日本では特急「やくも」で使用されていたが、2024年6月15日をもって全列車が「車上型制御付き自然振り子式」を採用した新型車両273系電車に置き換えられ[19]定期運用を終了した。
JR西日本の「こうのとり」および「きのさき」で使用されていた編成は導入当初振子装置の使用は停止していたが、乗り心地に対して苦情が出たことから、2014年6月から斜角を5°から3°に小さくし、車号を1000番台に改番したうえで使用を開始した[42]。

### 制御付き自然振り子式
- JR四国
2000系気動車
JR四国2000系気動車（2020年）
1989年に3両編成の試作車「TSE」を製作したのち、1990年に量産が開始された。世界初の制御付き振り子式気動車であると同時に、その後の日本国内における制御付き振り子式気動車の基本構成を確立した。なお、量産車には同一スペックで土佐くろしお鉄道が所有する車両も存在した。
傾斜機構はコロ式を採用し、最大傾斜角は5度。島内各ディーゼル特急で使用。試作車「TSE」及び量産車の最高速度は120 km/hだが、のちに一部区間では130 km/h運転が可能な改良型（通称：N2000系）も投入されている。なお、宇野線・本四備讃線では振子装置を使用しない。
2025年現在は予讃線の「宇和海」全列車、土讃線の「あしずり」一部列車で使用。
なお、試作車「TSE」は2018年3月17日のダイヤ改正当日の「宇和海2号」運行後に定期運用が消滅し、同年6月から7月の、3回に分けてのさよなら運転ツアーならびにさよならイベントをもって全ての運用が終了した。また、量産車も初期型を中心に後継車両である2700系により置き換えられ、「南風」「しまんと」「うずしお」では2021年3月14日のダイヤ改正で定期運用を終了した。
8000系電車
JR四国8000系電車
予讃線電化に伴い特急「しおかぜ」「いしづち」の大半に充当されている。最大傾斜角は2000系気動車と同じ5度だが、最高速度は130 km/hに引き上げられ、試作車は在来線で160 km/hからのレールブレーキの性能試験にも使われた。傾斜機構は試作車がベアリングガイド方式を、量産車がコロ式を採用している。車体傾斜時には、パンタグラフと台車を直結するワイヤにより、パンタグラフの位置調整を行う[31]。2000系気動車と同様、宇野線・本四備讃線では振り子装置を使用しない。
2700系気動車
JR四国2700系気動車
2019年。先に登場した2600系気動車をベースとし、車体傾斜装置を振り子式に変更した車両。ベアリングガイド方式を採用し、最大傾斜角は5度で最高速度は130 km/h。2000系・2600系と連結しての運用はできない。
先述の2000系（初期型）の置き換え用として導入され、特急「南風」「しまんと」全列車と「あしずり」「うずしお」の一部列車に充当されている。2000系気動車と同様、宇野線・本四備讃線では振子装置を使用しない。
同一仕様で土佐くろしお鉄道が所有する車両も存在する。
- JR北海道
キハ281系気動車
JR北海道キハ281系気動車（2008年）
1994年から2022年まで特急「北斗」（2020年に「スーパー北斗」から改称）で運用された。ベースとなったJR四国2000系気動車に、機関出力の増強のほか着雪と低温対策を施し、傾斜機構にはベアリングガイド方式を量産車として初採用した[注 28]。最高速度130 km/h、最大傾斜角5度。
キハ283系気動車
ベースとなったキハ281系気動車から低重心化を行い、パワーオン制御[注 29]を採用した5段変速機や半強制操舵台車を装備し、最大傾斜角も6度まで拡大した。これによって曲率半径600 mで本則+30 km/hの営業運転を行っているが、設計上は本則+40 km/hも可能とされている。当初は特急「スーパーおおぞら」に投入され、1998年からは「スーパー北斗」、2000年からは「スーパーとかち」にも使用されるようになったが、2011年5月27日に石勝線内で発生した脱線火災事故により最高速度は110 km/hに引き下げられ、「おおぞら」（2020年に「スーパーおおぞら」から改称）のみの運用となった。
2022年3月12日のダイヤ改正において、後述のキハ261系への置き換えにより「おおぞら」の運用から撤退したが、翌2023年3月18日から「オホーツク」で運用されている。
- JR東日本
E351系電車
JR東日本E351系電車（2018年）
特急「あずさ」としてデビューし、制御付き自然振り子式車両としては最長の12両編成で運転されていた。パンタグラフは台車直結の支持台に載せる方式が考案され、後に883系と885系でも採用された[31]。最初に製作された2編成は1996年に量産化改造が施され、1000番台を名乗っていた。
2018年3月16日をもって定期運用から撤退し、同年4月7日のさよなら運転で引退、翌8日に廃車された。全車が解体され現存しない。

- 智頭急行
HOT7000系気動車
智頭急行HOT7000系気動車
JR四国2000系気動車をベースに設計された。京阪神と鳥取を短絡する特急「スーパーはくと」に使われ、従来より大幅なスピードアップを果たした。
2018年3月時点では2024年ごろより新型車両への置き換えが予定されていたが[43]、2023年5月時点では未だ検討段階である[44]。

- JR東海
383系電車
JR東海383系電車（2012年）
381系電車の後継として開発され、同系と同じくパンタグラフは屋根に直接固定している。曲率半径600 mで本則+35 km/hの125 km/hの運転を可能としたほか、381系で長期試験が実施されていた自己操舵台車が本格採用され、軌道保守負担の大幅な軽減に貢献した。2023年現在、特急「しなの」のほか、名古屋地区のホームライナーで使用されている。

- JR九州
883系電車
同社初（営業用交流電車としては日本初）の制御付き自然振り子式車両で、本則+30 km/hの運転が可能。インテリア・エクステリアともに独特のデザインが特徴。パンタグラフを台車直結の支持台に載せている。特急「ソニック」に使用。
885系電車
JR九州885系電車（2019年）
特急「かもめ」および「ソニック」に投入され、2023年現在は「リレーかもめ」「かささぎ」「みどり」「ソニック」で運用されている。

- JR西日本
283系電車
JR西日本283系電車
特急「くろしお」系統の更なる速達化のため、JR西日本が自社では最初に開発。381系電車と同じくパンタグラフは屋根に直接固定している。本則+30 km/hの運転が可能だが、設計上は本則+35 km/hも可能とされている。同時期に誕生したJR東海の383系電車などとは異なり、自己操舵台車は装備しない。
キハ187系気動車
山陰地区の特急列車用に開発。JR四国2000系気動車を基礎とする一連の制御付き自然振り子式気動車の1つであるが、制御系の設計は電車と気動車で共通化されたJR西日本標準のものに変更されている。特急「スーパーおき」・「スーパーくにびき」（2003年に「スーパーまつかぜ」に改称）・「スーパーいなば」に導入された。なお、山口線内では振子装置を停止している。
273系電車
2024年4月6日運行開始の直流特急電車。381系の置き換え用に開発され、国内初の車上型制御付き自然振り子を搭載する[19]。日本における制御付き自然振り子を搭載した電車の新形式車両の登場は885系以来25年ぶりとなる。

### 強制車体傾斜式
- JR東日本
E991系電車
在来線の速度向上試験車両として開発された交直流電車で、「TRY-Z」の愛称があった。最高速度160 km/h（設計最高速度は200 km/h）、曲線で本則+45 km/hを目指して1995年から中央線・常磐線でテストされていた。試験終了後の1999年3月27日に廃車後、全車両とも同年6月に解体され現存しない。3両編成でそれぞれ異なる車体傾斜機構を用いた強制傾斜方式を採用、振り子中心位置を自然振り子式よりも低くして、輪重変動を抑制することを主な目的としていた[45]。

### 空気ばねによる車体傾斜

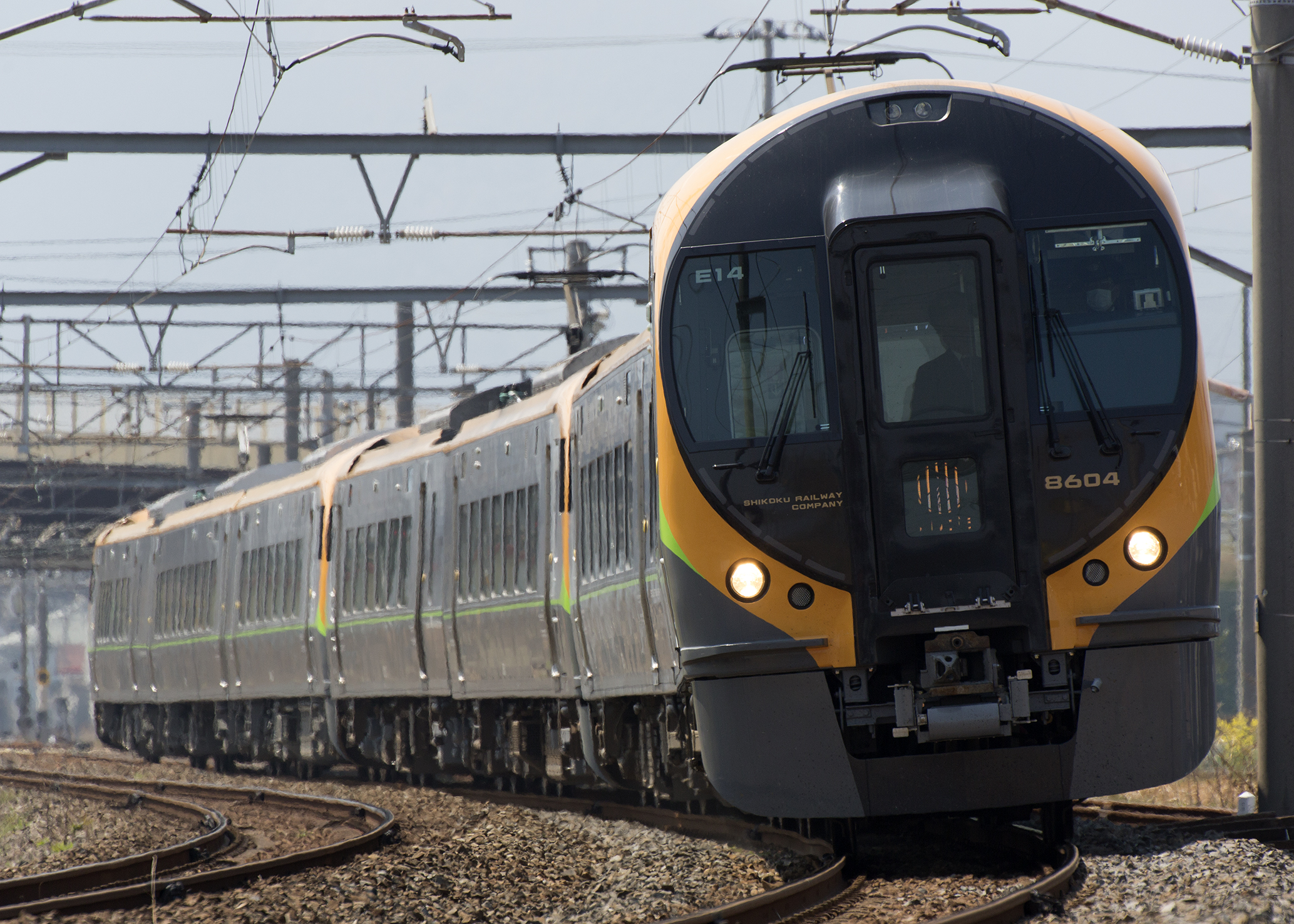
JR四国8600系電車（2016年）

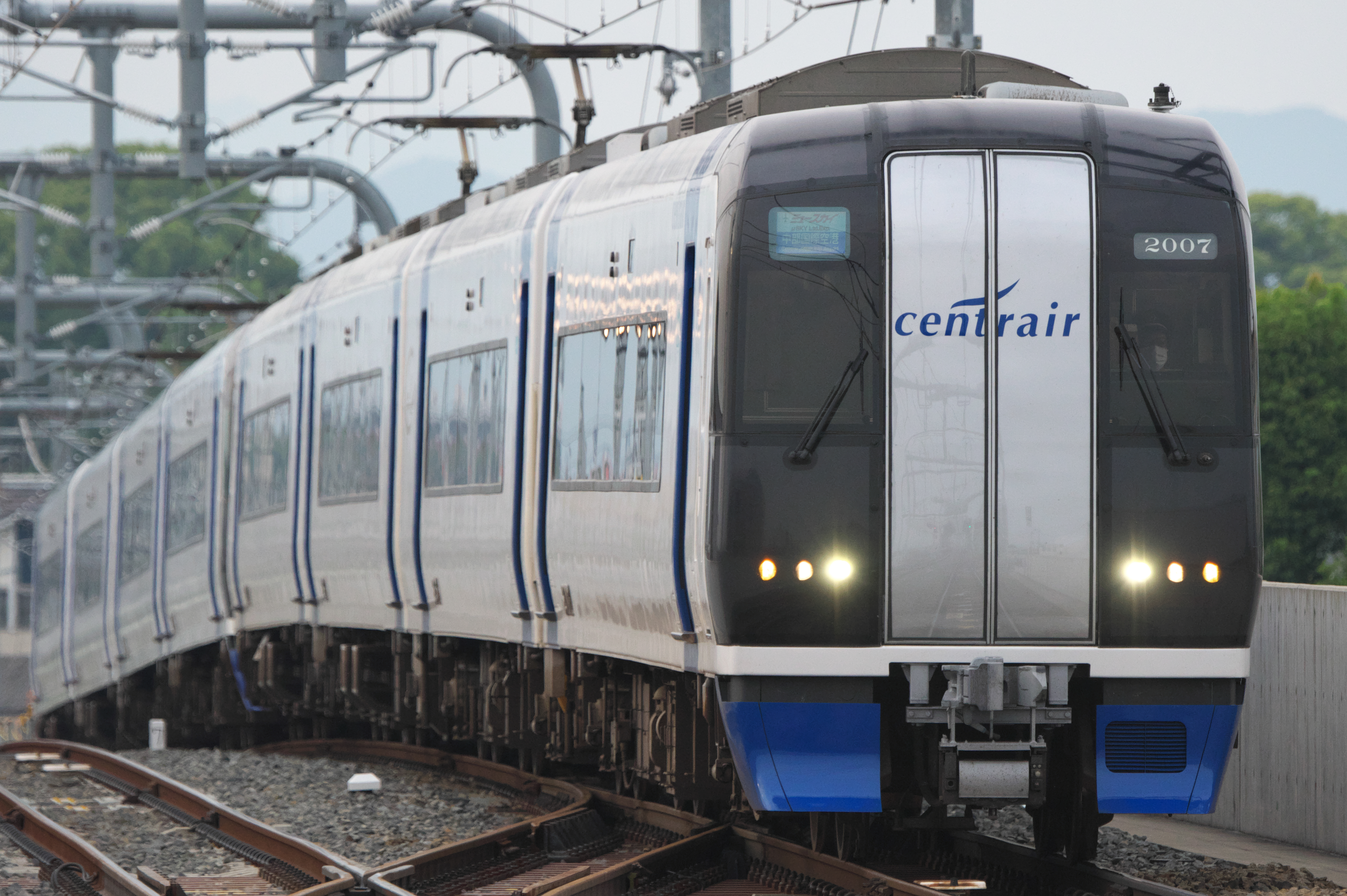
名鉄2000系　2005年1月より運用開始 (2020年6月撮影)

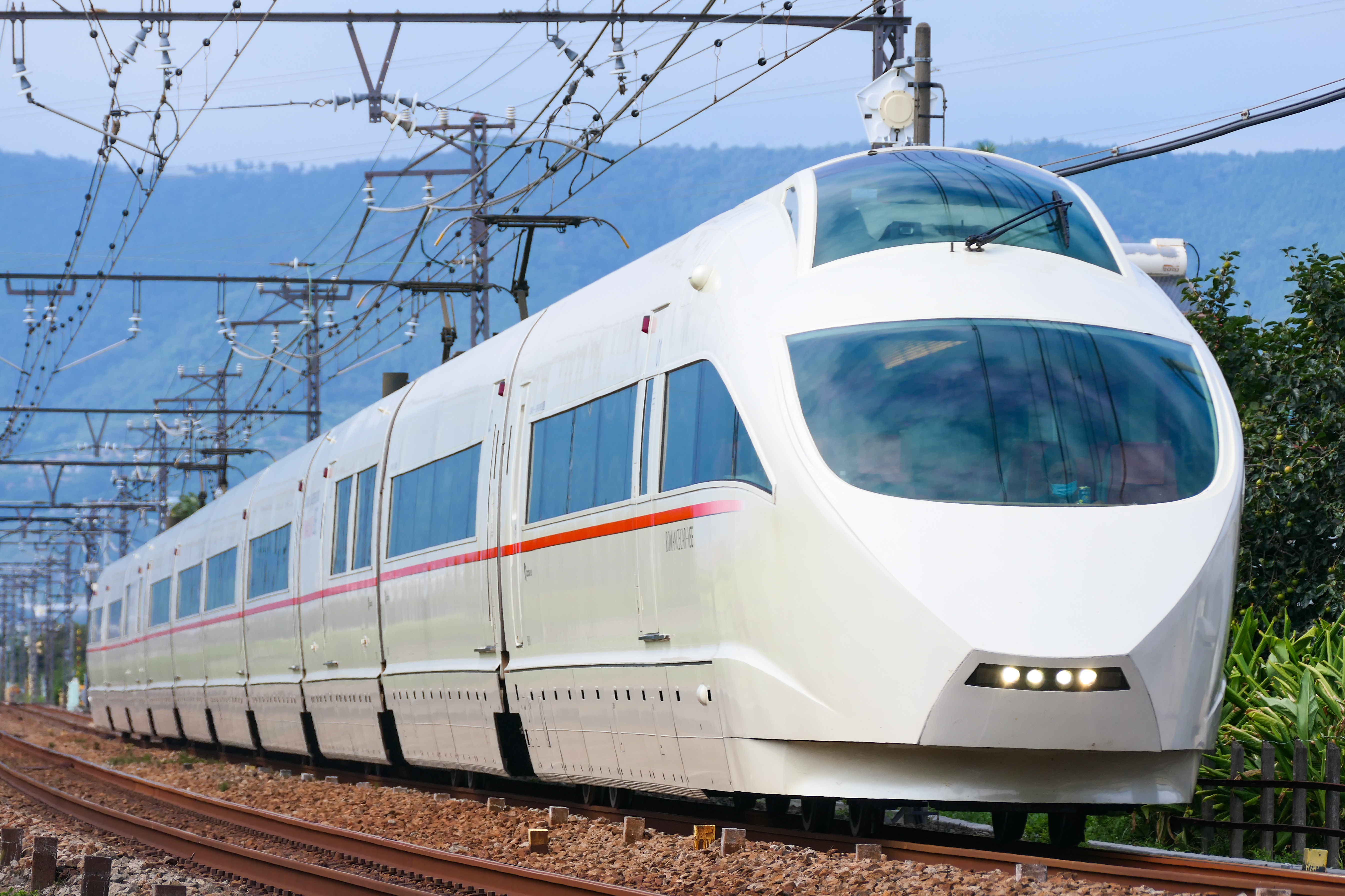
小田急50000形電車（2020年）

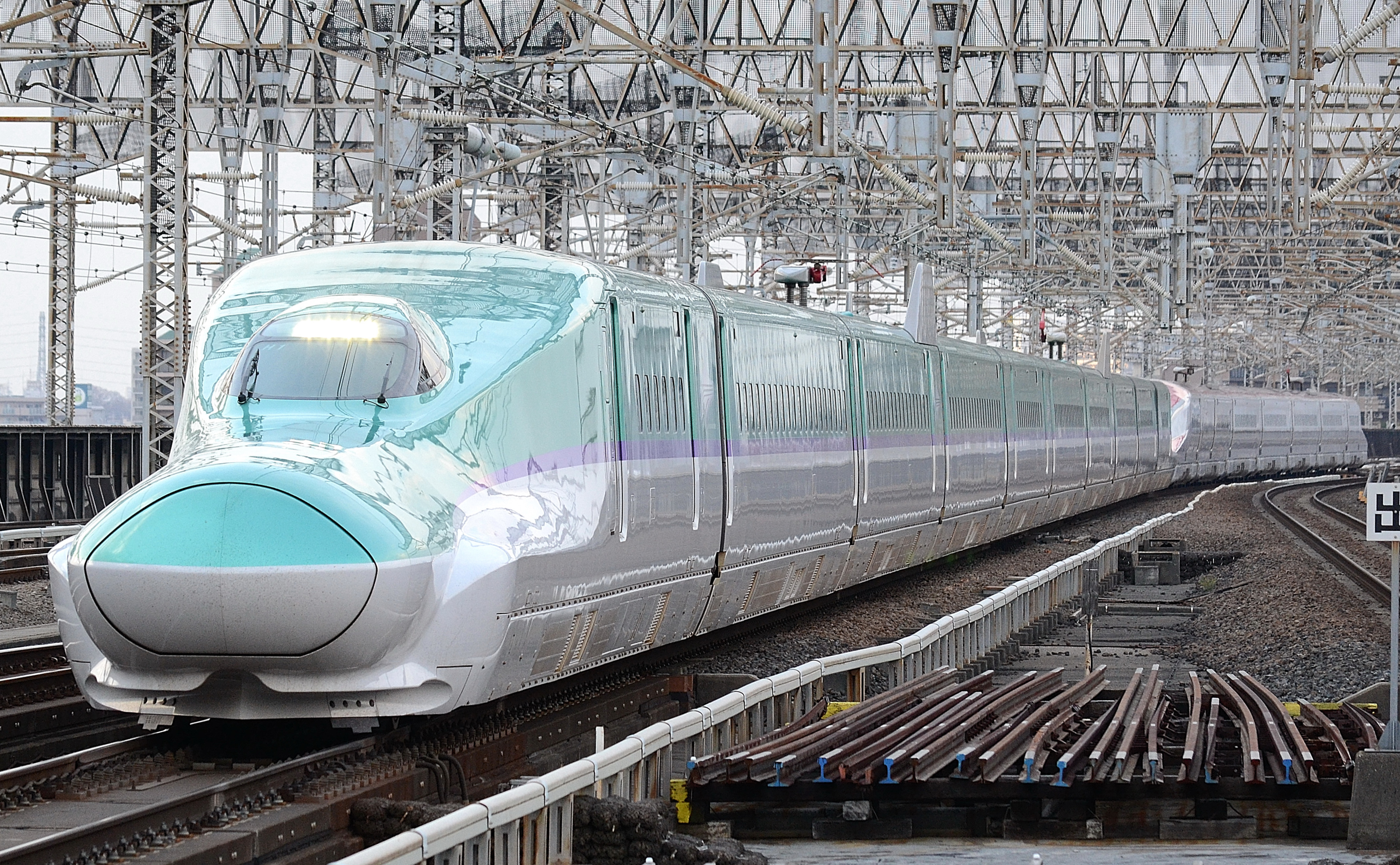
JR北海道H5系（2016年）

- JR北海道
キハ201系気動車

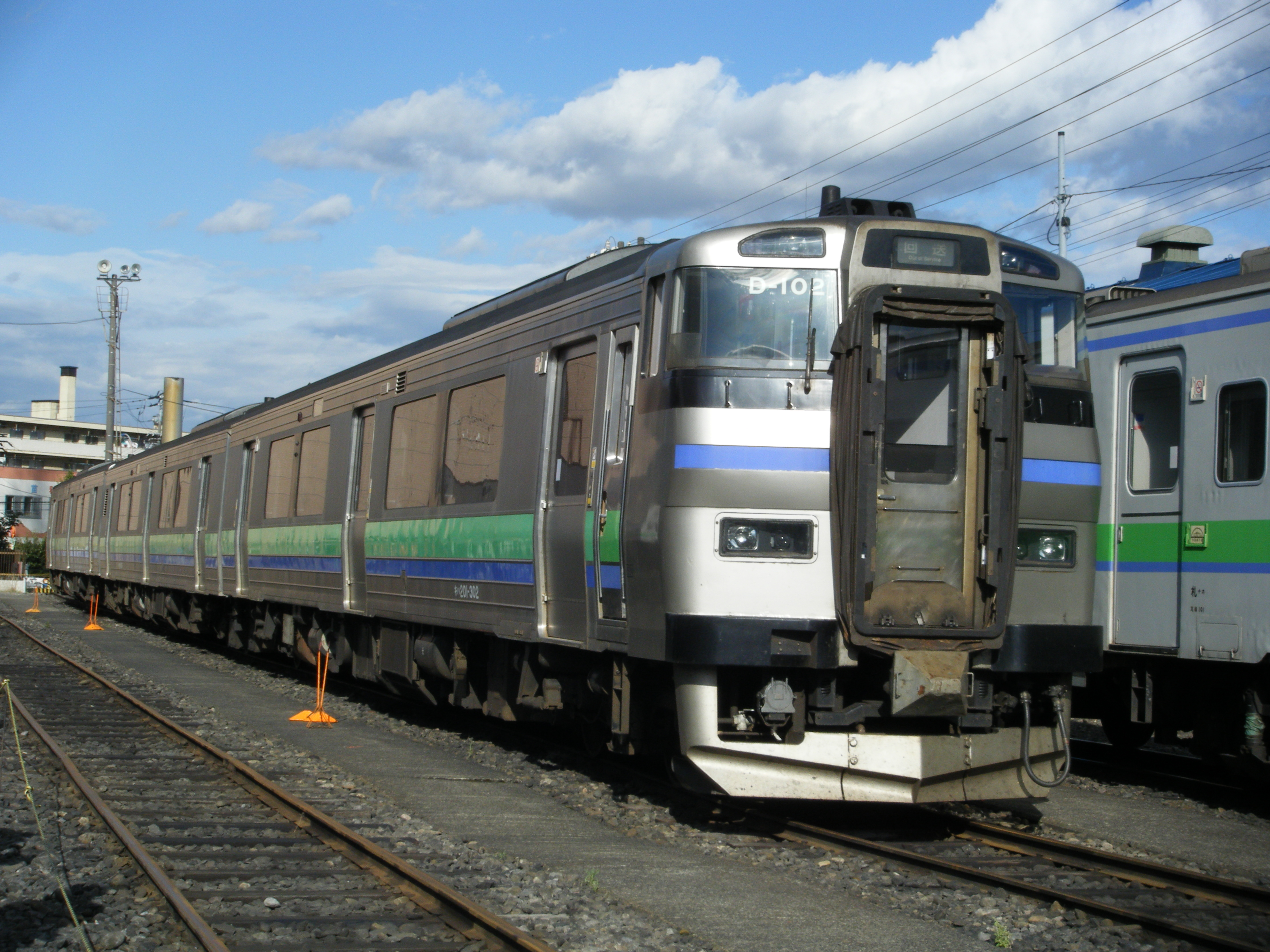
JR北海道キハ201系気動車（2009年）
札幌近郊の快速・普通列車で使用されている。JR北海道では初の空気ばねによる車体傾斜車両。下記のキハ261系のパイロットモデルとしての役割も兼ね、大馬力機関を2基搭載し、731系電車との協調運転機能を持つ。最大傾斜角は2度。
キハ261系気動車
ベースとなったキハ201系と同様、車体傾斜制御装置により空気ばねの伸縮を制御する強制車体傾斜式として設計された。特急「宗谷」「サロベツ」（基本番台）と特急「とかち」「北斗」「おおぞら」（1000番台）で運用されている。最大傾斜角は2度。
2014年8月30日改正以降は最高速度の引き下げ・軌道への負担軽減に伴い運行される全区間で使用停止措置がとられ、2015年度増備車以降は非搭載とされている[注 30]。
- JR東日本
E353系電車
2015年に量産先行車が落成。2017年12月に営業運転を開始し、導入から20年経過し老朽化したE351系を置き換えた。特急「あずさ」「かいじ」「富士回遊」「はちおうじ」「おうめ」」で使用。最大傾斜角は1.5度であるが[46]、E351系と同等の走行性能を実現している[47]。空気ばねへの給排気は従来の電磁弁ではなく新たに開発した流量比例弁方式を用いており、電磁弁による非連続・段階制御と異なり連続・無段階制御が可能で、より高精度な空気ばね高さ制御を実現している。
- JR四国
8600系電車
JR四国8600系電車（2016年）
2014年6月23日に営業運転開始。予讃線電化区間で運用された2000系の電化区間における取替用。到達時分を確保しながら省メンテナンス化を図る目的で空気ばね車体傾斜方式が採用され、最大傾斜角2度。なお、左右加速度の許容値を2000系・8000系より引き上げているため、それらと同等の曲線通過性能としている。「しおかぜ」「いしづち」の一部列車で使用されている。
2600系気動車
2017年12月2日に営業運転開始。2000系の置き換えを目的に製造され、8600系と同様の空気ばね車体傾斜方式が採用されている[48]。最高速度120 km/h、最大傾斜角2度。「うずしお」で運用されている。
試験の結果、カーブが連続する区間を有する土讃線においては空気ばね制御に用いる空気容量の確保に課題があることが判明し、量産化は中止。4両のみの製造に留まった。後に、車体傾斜装置を制御付き自然振り子式に変更した2700系を導入した。
- 名古屋鉄道
1600系電車
主に西尾線系統の特急として運用され、第1編成（1601F）のみ車体傾斜装置を搭載したが、営業運転では車体傾斜装置は使用せず試験目的での使用にとどまった。2008年に1700系に改造された際に装置は撤去されたが、試験の成果は下記の2000系電車に生かされた。
名鉄2000系　2005年1月より運用開始 (2020年6月撮影)2000系電車
中部国際空港連絡特急用で、「ミュースカイ」の愛称を持つ。最大傾斜角2度。
- 小田急電鉄
50000形電車
小田急50000形電車（2020年）
ロマンスカー用の特急車両で、「VSE」の愛称が与えられている。国内の連接車両では初採用。各台車の枕ばねに用いられている空気ばねの自動高さ調整弁 (LV : Leveling Valve) に車高制御装置を付加することで空気ばねによる車体傾斜を実現している。最大傾斜角は枕ばね位置を高く設計された連接台車が2度で編成両端のボギー台車が1.8度。車体傾斜によって速度向上は行わず、もっぱら乗り心地の向上に役立てている。
上記の構造の整備コストの面から先に製造されたロマンスカー車両よりも早く引退が発表され、2022年をもって定期運用から撤退した。
- 新幹線
N700系電車
955形電車での試験結果を基に、JR東海・JR西日本が新幹線初の車体傾斜機構搭載車両として開発。
第1次高速化として、2005年3月に試作車（Z0編成）が登場し、2007年7月1日から高速化営業運転を開始した。最大傾斜角1度。東海道新幹線区間において、255 km/h制限カーブ(R=2500 m)を270 km/hで通過できる。また、該当車両の同区間最高速度も270 km/hに設定。
第2次高速化として、「N700A」と区分されるマイナーチェンジ型（G・F編成）の投入、および既存のN700系（Z・N編成）の改良（X・K編成）が実施された。最大傾斜角は変わらず1度。東海道新幹線のR=2500 mカーブを275 km/h、R=3000 m以上のカーブを285 km/hで通過可能とし、該当車両の同区間最高速度も285 km/hに設定された。
2020年より営業運転に投入されているフルモデルチェンジ型の「N700S」でも引き続き車体傾斜装置を設置している。
E954形電車
JR東日本が最高速度360 km/hで営業運転を行うためのデータ収集を目的として開発したフル規格用高速試験車両。2005年に製造され、2009年に廃車になった。最大傾斜角2度。
E955形電車
JR東日本が、最高速度360 km/hで営業運転を行うためのデータ収集を目的として開発したミニ新幹線用高速試験車両。2006年に製造され、2008年に廃車になった。最大傾斜角2度。
H5系・E5系電車
JR北海道H5系（2016年）
JR東日本が、東北新幹線の320 km/hでの営業運転用に開発した車両。E954形での試験結果を反映してE5系が設計され、2011年に営業運転を開始した。最大傾斜角1.5度。2016年には、E5系と同一仕様でJR北海道が保有するH5系が登場した。
E6系電車
JR東日本が「こまち」の東北新幹線区間における320 km/hでの営業運転用に開発した車両。E5系と同様、E955形での試験結果を基に設計され、ミニ新幹線では初めて車体傾斜機構を搭載する。2013年から営業運転を開始した。最大傾斜角1.5度。
E956形電車
北海道新幹線札幌開業を視野に、360 km/hでの営業運転が可能な営業車両の開発を目的とした新幹線用高速運転試験電車。2019年に製造された。最大傾斜角2度。

## その他の国による車体傾斜
- ポルトガル
アルファ・ペンドゥラール (Alfa Pendular)
イタリアのETR460型電車がベースだが、軌間は1668 mmの広軌で、交流専用 (25kV)。リスボンとポルトを結ぶ。
- スロベニア
ICS（Intercity Slovenija・310型電車）
イタリアのETR460がベース。
- チェコ
Integral（680型電車）
イタリアのETR460がベース。SC (SuperCity) として運用される。
- フィンランド
S220（VRSm3電車）
イタリアのETR460がベースだが、軌間が1524 mmの広軌を採用している。車体傾斜機構は使われていない[要出典]。
- ノルウェー
シグナチュール（BM73型電車）
オスロと、ノルウェー国内の主要都市を結ぶ。日本のかつての電車特急（ボンネット形）にも類似したデザイン。スウェーデンのX2000をベースとしている。
BM93型気動車
タレントをベースとした気動車。アンチローリング装置に車体傾斜機能を付加した強制傾斜式の車体傾斜システム"ContRoll"を備える。
- クロアチア
ICN (InterCity Nagibni)
ドイツの612型気動車 (RegioSwinger) と同一仕様で、ザグレブとスプリトを結ぶ。
- カナダ
LRC (Light Rapid Comfortable)
1970年代に製造された強制車体傾斜式列車。現在は客車のみが一般の機関車に牽引される形で運用されており、車体傾斜式車両としての運用は終了している模様。アメリカでも運用されたことがある。
- 台湾
TEMU1000型「太魯閣号」
2007年5月東部幹線に投入した。JR九州885系電車をベースにした日立製作所製。
TEMU2000型「普悠瑪号」
2013年2月東部幹線に投入した。連接台車ではないが、小田急50000形電車と同じく自動高さ調整弁に車高制御装置を付加するタイプの車体傾斜装置を採用。TEMU2000型では振り子式と同等の速度向上を目的とした改良がなされている。日本車輌製造製。
- 韓国
TTX (Tilting Train eXpress)
KTXの恩恵が及ばない地域との時間短縮を行うべく、メーカーと研究所が共同開発を行っている車両。電車方式で、最高速度200 km/hを目指し、車体は軽量化のため、航空機で採用されているような複合材料（コンポジット材料）を採用している。既に試作車"Hanbit 200"が登場し、各種試験を実施している。傾斜角度は約8度。
- 中国
新時速（シンシースー）
スウェーデンのX2000をリースし、広州と九龍（香港）を結ぶ広深鉄路で運用されたが2007年に引退、2012年にスウェーデン国鉄へ復籍している[49]。